# Assassinio di John Fitzgerald Kennedy
L'assassinio di John Fitzgerald Kennedy, trentacinquesimo presidente degli Stati Uniti d'America, venne commesso venerdì 22 novembre 1963 a Dallas, Texas, alle 12:30 ora locale (18:30 UTC).
Mentre viaggiava con la moglie Jacqueline, con il governatore John Connally (ferito gravemente) e la moglie di quest'ultimo Nellie a bordo della limousine presidenziale, Kennedy fu ferito mortalmente nella Dealey Plaza da colpi di fucile sparati dall’ex marine Lee Harvey Oswald.
Per indagare sull'accaduto il nuovo presidente Lyndon B. Johnson creò un'apposita commissione d'inchiesta, la commissione Warren, le cui indagini - svolte tra il 1963 e il 1964 - affermarono che Kennedy fu colpito da un unico cecchino (lone gunman theory). Questa conclusione incontrò inizialmente un ampio sostegno da parte del pubblico statunitense, ma successivi sondaggi d'opinione, a partire dal Gallup poll del 1966, dimostrarono come molti degli elettori fossero invece di parere contrario, tanto che nel 1976 venne creato un nuovo organo, la United States House Select Committee on Assassinations (HSCA) che presentò il risultato del suo lavoro nel 1979.
La HSCA, basandosi in parte su prove acustiche, ipotizzò che vi fossero stati quattro spari, di cui tre (compreso il colpo mortale) da parte di Oswald e uno forse di un altro cecchino, concludendo che Lee Harvey Oswald potrebbe avere agito nel quadro di un progetto coinvolgente più persone.

## Contesto

### Lee Harvey Oswald e i suoi legami con l'URSS
Lee Harvey Oswald, ex marine statunitense, disertò alla fine degli anni '50 e si trasferì in Unione Sovietica, dove visse per circa due anni prima di tornare negli Stati Uniti nel 1962 con la moglie russa Marina Prusakova. Durante il suo soggiorno in URSS, lavorò in una fabbrica a Minsk e fu monitorato dal KGB, ma non fu mai considerato una risorsa significativa dai servizi segreti sovietici. Dopo il suo ritorno negli Stati Uniti, Oswald mantenne contatti con gruppi pro-Cuba e cercò di ottenere un visto per emigrare a Cuba o tornare in Unione Sovietica, senza successo.

### Il comportamento di Kennedy e i problemi di sicurezza personale
La condotta personale di JFK costituiva un grosso problema per gli addetti alla sua personale sicurezza; a titolo di esempio, si narra che JFK era solito ricevere nel locale con piscina, che aveva fatto predisporre presso la Casa Bianca, due avvenenti fanciulle le cui identità personali erano ignote persino al personale della sicurezza, che le aveva soprannominate "Fiddle & Faddle". Durante la permanenza in piscina del Presidente, neanche gli agenti preposti alla sua sicurezza personale vi avevano accesso. Inoltre, numerose erano le donne giovani e attraenti, molte impiegate in uffici della Casa Bianca, con le quali JFK s'intratteneva sessualmente, così come lo erano altre ragazze che ebbero con lui rapporti rapidi e occasionali: hostess, donne del mondo dello spettacolo, giovani che aveva conosciuto quando queste lavoravano per la sua campagna elettorale e anche prostitute, tutte definite dai Servizi di sicurezza come happening babies (ragazze per l'occasione). Tutto ciò veniva fatto con l'impegno assoluto a non insospettire la moglie Jacqueline, impegno che coinvolgeva in primis il suo assistente Dave Powers e, a seguire, i servizi di sicurezza, i quali si trovavano nell'ingrata e inattesa incombenza di dover proteggere il Presidente non solo dai nemici potenziali, ma anche dalla sua legittima sposa. Naturalmente l'opinione pubblica americana era del tutto ignara dei comportamenti libertini del Presidente, così come poco si sapeva delle sue frequenti assenze, dovute a motivi della sua malandata salute.
L'aria di complicità che permeava l'entourage stretto del Presidente (inclusi gli uomini dei servizi di sicurezza, che, peraltro, lo adoravano per il suo passato di eroe della seconda guerra mondiale), la cordialità con cui tutti costoro venivano trattati da JFK, l'andazzo di "lasciar correre", violando così i rigidi regolamenti dei Servizi, in numerose delle occasioni degli incontri clandestini del Presidente, anche durante i suoi viaggi, a causa di disposizioni più o meno esplicite del medesimo, portò a un rilassamento della sicurezza che era molto pericoloso. La notte precedente l'attentato, un gruppo di agenti deputati alla scorta del presidente si attardò fino a notte inoltrata a bere liquori nonostante la mattina alle ore otto dovessero prendere servizio, violando così palesemente il regolamento che vietava agli agenti di scorta al Presidente di assumere alcolici o stupefacenti.

### L'annuncio del viaggio a Dallas
Fu poi lo stesso JFK che rese ancor più arduo il problema della sicurezza relativamente alla sua visita alla città texana di Dallas, allorché il 20 novembre disse al suo assistente Kenneth O'Donnell: «Non voglio la capote sulla macchina, tutte le texane devono vedere che bella ragazza è Jackie [La moglie Jacqueline Bouvier]». Inoltre vietò ai mezzi di scorta l'uso delle sirene e non consentì che agenti in motocicletta affiancassero la limousine sulla quale avrebbero preso posto lui e la moglie.

### I segnali di pericolo
Il viaggio a Dallas era visto dai collaboratori e da molti esponenti del Partito Democratico come un grosso rischio che non doveva essere corso. Il senatore J. William Fulbright, autorevole esponente democratico dello stato dell'Arkansas gli aveva detto: «Dallas è un luogo estremamente pericoloso…Io non ci andrei. Lei non ci deve andare.» Un mese prima Adlai Stevenson, allora Ambasciatore USA presso le Nazioni Unite, nominato durante la presidenza Kennedy e sostenitore di JFK nella campagna presidenziale del 1960, era stato aggredito proprio a Dallas da un nutrito gruppo di oppositori. Da una bozza del discorso che l'allora vicepresidente Lyndon B. Johnson aveva preparato per il discorso che avrebbe tenuto ad Austin, dopo la visita presidenziale a Dallas, risulta che l'incipit sarebbe stato «Signor presidente, grazie a Dio è uscito vivo da Dallas».

#### Telex che anticipava l'attentato
Il 17 novembre 1963, alle ore 1:45 di notte, William S. Walter, un dipendente dell'FBI, riceveva sulla telescrivente, nel suo ufficio di New Orleans, da parte del direttore del Bureau, il messaggio allarmante di un complotto. Il telex preannunciava un attentato alla vita del Presidente Kennedy a Dallas, il 22 novembre, da parte di un non ben precisato gruppo militante rivoluzionario.

11-17-63 HLF PAGINA UNO
A: TUTTI I SACS
DA: DIRETTORE
Minaccia di assassinare Presidente Kennedy a Dallas Texas novembre 22 linea ventitre
diciannove sessantatre. Segue informazioni relative raccolte. Da
informazione ricevuta da Bureau, Bureau ha determinato che gruppo militante
rivoluzionario può tentare assassinare Presidente Kennedy durante suo
programmato viaggio a Dallas Texas novembre ventidue linea ventitre
diciannove sessantatre.
Tutti uffici riceventi devono immediatamente contattare
tutti i CIS, PCIS informatori gruppi razziali e ostili e determinare se minaccia
ha qualche base. Bureau deve essere tenuto al corrente tutti sviluppi via
telescrivente. Altri uffici avvisati. Fine. Prego Rispondere.
Copia del telescritto dell'FBI»

#### Dallas Morning Newspubblica un articolo a lutto
Il 22 novembre 1963, il quotidiano Dallas Morning News (Notizie del Mattino di Dallas) pubblicò una pagina a pagamento, firmata da Bernard Weissman, intitolata "Benvenuto Sig. Kennedy" (Welcome Mr. Kennedy) bordata a lutto e contenente una serie di imputazioni per azioni che Kennedy avrebbe compiuto, pagata da tre uomini d'affari, Edgar R. Crissey, Nelson Bunker Hunt e H. R. Bum Bright, membri della John Birch Society.
In questa pagina, Weissman rimproverava a Kennedy la politica della Nuova Frontiera, la politica in America Latina, specialmente a Cuba, di avere abbracciato Chruščёv e Tito, di avere sovvenzionato il governo cambogiano e di avere fatto amicizia con altri comunisti.

#### Wanted for treason
Il giorno prima era stato distribuito a Dallas un volantino, nella forma dei manifesti utilizzati per i ricercati, dove, sotto le immagini raffiguranti il volto di JFK di prospetto e di profilo, era scritto WANTED FOR TREASON (Ricercato per tradimento) con sotto un elenco di accuse contro di lui.

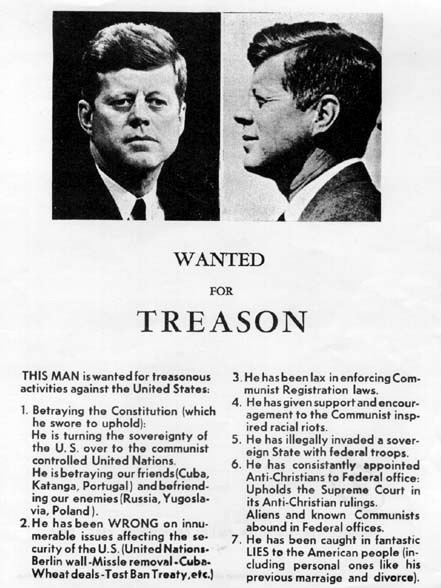
Volantino che circolò a Dallas il 21 novembre, il giorno prima dell'omicidio di Kennedy:
RICERCATO per TRADIMENTO
QUEST'UOMO è ricercato per attività di tradimento contro gli Stati Uniti
1. Tradendo la Costituzione (che egli giurò di rispettare). Egli sta portando la sovranità degli Stati Uniti alle Nazioni Unite, che sono controllate dai comunisti. Egli sta tradendo i nostri amici (Cuba, Katanga, Portogallo) e diventando amico dei nostri nemici (Russia, Yugoslavia e Polonia).
2. Egli ha SBAGLIATO su innumerevoli questioni che condizionano la sicurezza degli Stati Uniti (Nazioni Unite, Muro di Berlino, Rimozione dei missili, Cuba, Commercio di cereali, Bando dei Test [nucleari, n.d.r.].
3. È stato negligente nell'istituire leggi sulla Registrazione dei Comunisti.
4. Egli ha fornito sostegno e incoraggiamento a disordini razziali ispirati dai Comunisti.
5. Egli ha illegalmente invaso con truppe federali uno Stato sovrano.
6. Egli ha dato incarichi negli Uffici Federali ad Anti Cristiani. Sostiene la Corte Suprema nel suo creare norme Anti Cristiane.
Stranieri e noti Comunisti abbondano negli uffici Federali.
7. Egli è stato colto in fantastiche BUGIE al popolo americano (comprese quelle personali come il suo precedente matrimonio e divorzio).

#### Le premonizioni di Kennedy e di Jacqueline
Kennedy stesso si rendeva conto di quanto fosse pericoloso quel viaggio; la mattina medesima del 22 novembre, guardando dalla finestra della sua camera all'Hotel Texas di Fort Worth, dove aveva pernottato giungendo da Houston, JFK disse, indicando il podio dal quale avrebbe tenuto un breve discorso: «Guardate il podio, con tutti quei palazzi intorno i servizi segreti non sarebbero mai in grado di fermare chi volesse colpirmi». Alla moglie, che esprimeva la sua preoccupazione per i rischi di un attentato, JFK aveva dato ragione, dicendo poi: «Oggi entriamo in una zona di fanatici… Sai, ieri sera sarebbe stata perfetta per uccidere un presidente. Intendo dire, supponi che un uomo nascondesse una pistola in una valigetta - mimò quindi uno sparo - poi avrebbe potuto lasciar cadere pistola e valigetta e mescolarsi alla folla.».

## I nemici di Kennedy
John Fitzgerald Kennedy, durante la sua amministrazione, stava attuando diversi provvedimenti innovativi e si era fatto molti nemici.
Il primo motivo di scontento (e quindi, in teoria, il motivo per cui il Presidente Kennedy sarebbe potuto essere ucciso) fu la sua volontà di porre fine alla guerra fredda, aprendo un nuovo dialogo con i comunisti, sia con Nikita Chruščëv che con Fidel Castro. I principali fautori dell'anticomunismo e della guerra fredda erano i fratelli Dulles, John Foster Dulles, come Segretario di Stato e Allen Welsh Dulles, come direttore della CIA. 
John Foster Dulles dette impulso a un New look per la strategia di contenimento, chiedendo una maggiore fiducia nelle armi nucleari contro i nemici statunitensi in tempo di guerra. Dulles enunciò anche la dottrina della rappresaglia massiccia, minacciando una severa risposta da parte degli Stati Uniti a qualsiasi aggressione dell'Unione Sovietica. Possedere una superiorità nucleare permise, ad esempio, a Dwight Eisenhower di far fronte alle minacce sovietiche riguardo a un possibile intervento in Medio Oriente durante la crisi di Suez del 1956. I piani statunitensi della fine degli anni 1950 per un'eventuale guerra nucleare includevano la distruzione sistematica dei 1.200 maggiori centri urbani appartenenti al blocco orientale e alla Cina, tra cui Mosca, Berlino Est e Pechino, con le loro popolazioni civili annoverate tra gli obiettivi primari.
Il Presidente Kennedy invece voleva una risposta flessibile, non nucleare e voleva accordarsi con l'Unione Sovietica di Chruščëv per ridurre gli arsenali atomici. La CIA finanziò una lunga lista di progetti per contrastare l'attrattiva che rappresentava il comunismo tra gli intellettuali in Europa e nel mondo in via di sviluppo. La CIA intraprese segretamente anche una campagna di propaganda nazionale chiamata Crusade for Freedom.
Il secondo motivo riguarda il fallimento dell'invasione di Cuba, presso la Baia dei Porci. Coinvolti in quest'operazione c'erano Allen Dulles, direttore della CIA, che aveva progettato l'invasione., gli anticastristi che si erano arruolati per comporre la forza di invasione, i mafiosi assoldati da Allen Dulles per sparare a Fidel Castro, durante l'invasione, detta Operazione 40.
Al Presidente Kennedy veniva addebitato inoltre il fallimento per non aver concesso l'invio di aerei americani e in seguito di truppa a sostegno della forza di invasione. Il principale accusatore in questo campo è stato il generale Charles Cabel, vicedirettore della CIA.
Cosa Nostra, la mafia statunitense combattuta da Robert Kennedy, ministro della Giustizia e fratello del presidente, anch'egli successivamente assassinato in circostanze misteriose, attraverso Sam Giancana, che è stato ritenuto il mandante dell'assassinio dei due Kennedy. Si ritiene che Sam Giancana, Santo Trafficante Jr. e Carlos Marcello siano stati gli ideatori dell'assassinio del Presidente Kennedy.
Kennedy voleva un ritiro completo dei militari americani dal conflitto in Vietnam, al quale si opponevano il Pentagono, i generali, gli industriali e i senatori coinvolti nel complesso militare-industriale e politico.
Il capo del Federal Bureau of Investigation, l'FBI, l'ente di polizia federale per le investigazioni all'interno del territorio degli Stati Uniti, J. Edgar Hoover aveva raccolto una cartella sulle relazioni femminili del Presidente Kennedy, d'altronde il Presidente Kennedy minacciava di rimuovere Hoover, ritenuto "ambiguo" in senso sessuale. Hoover fu criticato per essere stato negligente sia nel proteggere il Presidente Kennedy, sia nello svolgimento delle indagini sugli eventuali assassini. Non collaborava con la già negligente polizia di Dallas.
I petrolieri texani, principalmente Haroldson Lafayette Hunt e suo figlio Nelson Bunker Hunt, erano preoccupati per un progetto di Kennedy di un aumento delle tasse sugli introiti dell'estrazione petrolifera, come gli uomini d'affari texani Edgar R. Crissey e H. R. Bum Bright, tutti membri della John Birch Society.
Il presidente Kennedy fece pressione sul sindacalista Jimmy Hoffa dei Teamsters, il sindacato degli autotrasportatori e Robert Kennedy ne investigò le attività e cercò di disgregare il sindacato.
I dirigenti della Federal Reserve Bank (FRB) erano molto contrariati dall'Ordine esecutivo 11110, con il quale Kennedy avocava al solo Governo il potere di coniare il dollaro d'argento. Il suo Ordine Esecutivo 11.110 aveva l'obiettivo di sottrarre il potere di stampare moneta alla FRB per restituirlo allo stato, liberando in questo modo gli Stati Uniti del debito creato dal signoraggio.
Il Ku Klux Klan razzista era fortemente contrario alla linea di Kennedy contro la segregazione razziale.
Il vicepresidente Lyndon B. Johnson e i suoi collaboratori desideravano occupare il posto del presidente Kennedy e condurre una politica meno progressista.
Il primo atto politico dell'amministrazione Johnson fu di firmare un aumento dei militari impegnati nella disastrosa guerra nel Vietnam.
Johnson si sarebbe servito di un sicario che era già stato al suo servizio, un certo Malcolm (Mac) Wallace.
Dai cartoni del deposito di libri del Texas School Book Depository, al 6º piano, vennero prese le impronte digitali e furono trovate impronte di tutti gli impiegati, impronte dei poliziotti, le impronte di Oswald e alcune impronte all'epoca sconosciute. Queste impronte sconosciute furono confrontate con quelle di Malcolm (Mac) Wallace e gli esperti le trovarono coincidenti.
Fu presa in esame anche la possibile vendetta di Fidel Castro contro i tentativi della CIA di eliminarlo, con l'operazione 40. Secondo quanto rivelato dalla Commissione Church nel 1976, Allen Dulles aveva sottoposto all'approvazione del presidente Eisenhower un piano per assassinare Fidel Castro, con l'aiuto della mafia.
I compagni di Ngô Đình Diệm, presidente della Repubblica del Vietnam del Sud, assassinato dai suoi generali golpisti il 2 novembre 1963: il golpe venne fatto con l'accondiscendenza dell'amministrazione americana ma non prevedeva la morte di Diệm, di cui il Presidente Kennedy si sentiva responsabile e si dichiarò addolorato.
Il KGB, che voleva vendicare lo smacco subito nella crisi dei missili di Cuba, nell'ottobre 1962.
Nel corso di questi anni, tuttavia, non sono mai emersi elementi concreti, prove o documenti a carico di questi presunti mandanti. Però è seguita una lunga serie di morti violente irrisolte di persone testimoni di un complotto nell'assassinio di Kennedy.

## Cronologia degli eventi
La visita presidenziale nello Stato del Texas era la prima concordata tra JFK, Lyndon Baines Johnson e il governatore texano John Connally, durante un incontro dei tre a El Paso (Texas), il 6 giugno 1963.
Il presidente Kennedy decise di intraprendere il viaggio con in mente tre obiettivi principali:
- la ricerca di capitali per la campagna presidenziale del Partito Democratico
- ottenere consensi per ricandidarsi alle elezioni del novembre 1964: nell'anno appena trascorso il suo indice di gradimento, secondo la Gallup, era sceso dal 76% al 59% ed egli considerava che solo con la conquista elettorale degli stati del Texas e della Florida, si sarebbero potute compensare le eventuali perdite di voti negli stati del Sud[19]
- cercare una riappacificazione politica tra i leader del Partito Democratico texano che sembravano in lotta tra loro, tenuto conto che la lista Kennedy - Johnson aveva a malapena vinto in Texas nel 1960 (e nella città di Dallas aveva perso).

Il viaggio fu annunciato per la prima volta nel mese di settembre 1963. Il percorso del corteo fu stabilito il 18 novembre e reso noto pubblicamente intorno al 22. La terza settimana di ottobre 1963 Lee Harvey Oswald trovò impiego a tempo pieno al deposito di libri della Texas School a $ 1,25 orari (circa $ 7,64 nel 2006), grazie a Ruth Paine, un'amica della moglie di Lee, Marina, presso la quale quest'ultima si era trasferita con i figli, il 24 aprile 1963. Il 24 ottobre 1963, durante i festeggiamenti a Dallas dell'United Nations Day, l'ambasciatore Adlai Stevenson II fu deriso, spintonato e colpito da sputi. La polizia di Dallas, timorosa che un simile comportamento potesse verificarsi anche durante la visita del presidente, aumentò le misure precauzionali, mettendo in atto il maggior stato di sicurezza nella storia della città.

### L'arrivo all'aeroporto di Dallas
Venerdì 22 novembre 1963 alle ore 11:40 CST, Kennedy, sua moglie Jacqueline e il seguito presidenziale atterrarono all'aeroporto Love Field di Dallas, con l'Air Force One, partito poco prima dalla vicina Fort Worth. Le auto del corteo avrebbero dovuto seguire un certo ordine e allineamento di marcia, ma poco prima dell'arrivo di Kennedy, quest'ordine fu cambiato. Lo schema prevedeva il corteo presidenziale da Love Field, al centro di Dallas, per finire al Trade Mart, dov'era programmato il banchetto presidenziale: sarebbe dovuto entrare in Dealey Plaza alle 12:25 e dopo cinque minuti arrivare al Trade Mart dov'era atteso dall'amministrazione di Dallas, autorità religiose, leader politici e civili.
Alle tre reti televisive di Dallas erano stati assegnati compiti diversi: la WBAP-TV (NBC), con base a Fort Worth, avrebbe seguito la colazione ufficiale del presidente prima di partire per Dallas, la WFAA-TV (ABC) si sarebbe dovuta occupare dell'arrivo del presidente e del corteo. La KRLD-TV (CBS) avrebbe dovuto seguire il discorso del presidente al Trade Mart.

### Il corteo presidenziale
Il corteo era così composto:

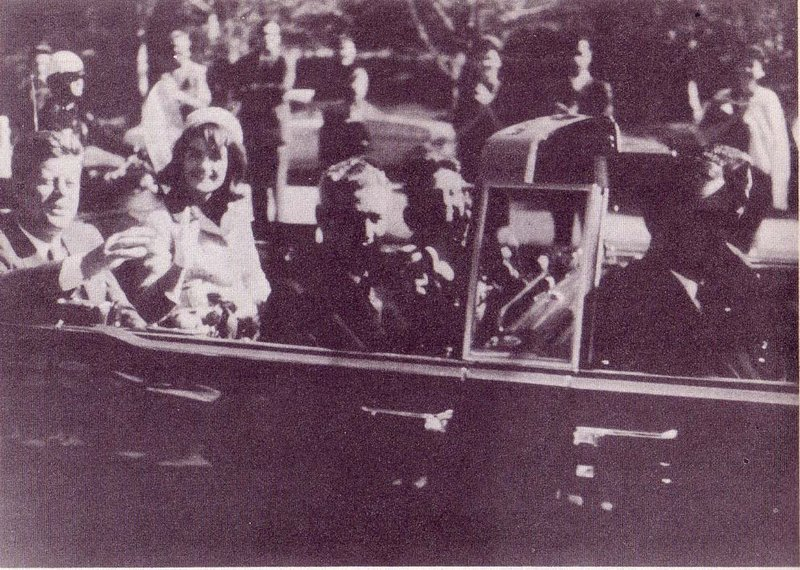
Kennedy e Jacqueline a bordo della Lincoln, poco prima dell'assassinio.

Sull'auto capofila (una Ford bianca) si trovavano:
- alla guida il capo della polizia di Dallas, Jesse Curry;.
- sul sedile anteriore destro, l'agente dello United States Secret Service Winston Lawson;
- sul sedile posteriore sinistro, lo sceriffo Bill Decker;
- sul sedile posteriore destro, l'agente Forrest Sorrels.

Sulla Lincoln Continental del 1961, modello SS100X:
- alla guida, l'agente Bill Greer;
- sul sedile anteriore destro, l'agente Roy Kellerman;
- sul sedile di mezzo a sinistra, Nellie Connally;
- sul sedile di mezzo a destra, il governatore del Texas John Connally;
- sul sedile posteriore sinistro, la First lady Jacqueline Kennedy;
- sul sedile posteriore destro, il presidente John F. Kennedy.

Sulla Cadillac Halfback decappottabile:
- alla guida, l'agente Sam Kinney;
- sul sedile anteriore destro, l'agente Emory Roberts;
- sul predellino anteriore sinistro, l'agente Clint Hill;
- sul predellino posteriore sinistro, l'agente Bill McIntyre;
- sul predellino anteriore destro, l'agente John Ready;
- sul predellino posteriore destro, l'agente Paul Landis
- sul sedile di mezzo a sinistra, l'assistente del presidente, Kenneth O'Donnell;
- sul sedile di mezzo a destra, l'assistente del presidente, David Powers;
- sul sedile posteriore sinistro, l'agente Gorge Hockey;
- sul sedile posteriore destro, l'agente Glen Bennet.

Sulla Lincoln 1963 quattro posti, decappottabile:
- alla guida, l'ufficiale di pattuglia responsabile, Hurchel Jacks;
- sul sedile anteriore destro, l'agente Rufus Youngblood;
- sul sedile posteriore sinistro, il senatore Ralph Yarborough;
- sul sedile posteriore destro, il vicepresidente Lyndon B. Johnson;
- sul sedile posteriore, tra i due, la moglie del vice presidente Claudia Alta Taylor Johnson.

Su una Varsity blindata:
- alla guida il capo della polizia di Stato texana, Joe Henry Rich;
- a fianco l'assistente del vice presidente, Cliff Carter;
- a destra, l'agente Jerry Kivett;
- sul sedile posteriore gli agenti Woody Taylor e Lem Johns.

Sull'auto della stampa, prestata dalla compagnia telefonica:
- alla guida l'impiegato della compagnia dei telefoni;
- a fianco il giornalista della United Press International (UPI), Merriman Smith;
- a destra, l'assistente di stampa della Casa Bianca, Malcolm Kiluff[47];
- sul sedile posteriore, Jack Bell dell'Associated Press, Robert Baskin del The Dallas Morning News e Bob Clark della ABC.

Sull'auto della Stampa locale:
- Bob Jackson, The Dallas Times Herald;
- Tom Dillard, The Dallas Morning News;
- Mal Couch, WFAA-TV.

Precedevano e seguivano il corteo numerosi agenti di polizia in motocicletta.

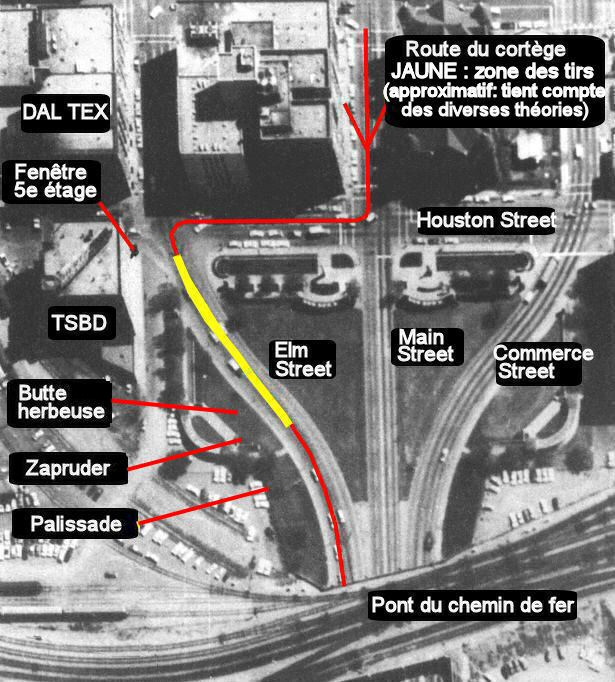
Percorso del corteo presidenziale.

### Il percorso del corteo
L'8 novembre, quando il Trade Mart fu definitivamente scelto come punto d'arrivo del corteo di automobili, Lawson e Sorrels cercarono di considerare la via migliore dal Love Field al Trade Mart. Il 14 novembre, Lawson e Sorrels andarono al Love Field a Dallas e percorsero la via che Sorrels riteneva più adatta. Il percorso deciso per il corteo di automobili dall'aeroporto al ristorante, era di 16 chilometri e si percorreva entro i 45 minuti assegnati. Da Love Field il percorso attraversava una parte della periferia di Dallas, poi attraversava il centro lungo Main Street e poi via Stemmons Freeway, al Trade Mart. Per il ritorno all'aeroporto, dopo il pranzo, Sorrels aveva scelto il percorso più diretto, che era di circa 6,5 chilometri.
Il percorso originario prevedeva che il corteo, entrato nella Dealey Plaza, proseguisse diritto su Main Street ma vi fu un cambiamento (questo divenne poi uno dei punti controversi nell'analisi dell'accaduto: quando, chi, come...) e fu considerata una svolta su Elm Street, attraverso Houston Stree, così il tragitto venne cambiato. La strada prevista fu quindi la seguente: all'uscita dell'aeroporto Love Field il corteo si sarebbe diretto a sinistra verso West Mockingbird Lane, poi a destra su Lemmon Ave, poi ancora a destra all'incrocio a Y su Turtle Creek Blvd. Avrebbe poi proseguito diritto su Cedar Springs road per poi svoltare a sinistra su North Harwood Street, svoltare a destra su Main Street, poi ancora a destra su Houston Street, poi a sinistra su Elm Street e proseguire nel triplo sottopassaggio, imboccando la via per il Trade Mart al n. 2100 N. Stemmon.
Il corteo presidenziale viaggiò senza incidenti per quasi tutto il percorso, con due sole fermate per permettere al presidente Kennedy di stringere la mano dapprima ad alcune suore cattoliche e poi ad alcuni bambini. Poco prima che la limousine voltasse su Main Street, un uomo corse verso l'auto, ma venne bloccato da un agente dei Servizi segreti e spinto via. Alle 12:29, la limousine entrò in Dealey Plaza dopo una svolta a destra di 90º da Main Street su Houston Street scendendo al di sotto dei 18 km/h. Oltre due dozzine, tra fotoamatori e professionisti, attendevano il passaggio del presidente. Alle 12:30, il presidente Kennedy lentamente passava di fronte al deposito di libri della Texas School, la limousine compì una svolta a sinistra di 120º di fronte al deposito, che dista solo 20 metri (circa 65 piedi).

### L'attentato e la morte
Il presidente John Fitzgerald Kennedy e la moglie Jacqueline Bouvier salirono su una limousine Lincoln sedendo nella parte posteriore, mentre sui sedili centrali sedettero John Connally, governatore del Texas, e sua moglie; la limousine, guidata dall'agente Bill Greer, rallentò in prossimità della curva tra la Houston Street e la Elm Street e, mentre il Presidente e il Governatore salutavano la folla, diversi colpi di fucile furono esplosi in direzione della vettura: due colpirono Kennedy, uno alla gola e uno alla testa, causandogli un'ampia ferita, rivelatasi poi mortale. La maggior parte dei testimoni riferirà di avere udito diversi spari. Altegens e Steven F. Wilson testimoniarono di aver sentito il rumore come di un mortaretto, altre persone dissero di aver sentito come lo scoppio del tubo di scappamento di un'auto o di una motocicletta.
Immediatamente la limousine si diresse verso il Parkland Memorial Hospital, dove i medici Charles J. Carrico e Malcom Perry si adoperarono per salvare la vita del Presidente. Intanto, immediatamente, 75-90 secondi dopo l'ultimo sparo, al secondo piano del deposito di libri, Oswald si trovò di fronte al poliziotto Marion Baker. Baker affermò che ricordava di aver udito il rimbombo dei colpi approssimativamente « [...] nella costruzione di fronte a me, o in quella a destra», cioè da un altro edificio e fermò Oswald ma lì, davanti alla sala da pranzo, Oswald fu identificato dal sovrintendente dell'edificio, Roy Truly, che disse di lasciarlo andare. Sia Baker sia Truly testimoniarono che Oswald appariva « [...] calmo, freddo, normale e in alcun modo senza fiato» e non era sudato.
Quando Oswald fu visto anche dalla segretaria del deposito al primo piano, aveva una bottiglia acquistata a un distributore automatico in sala da pranzo. Verso le 12:33 Oswald lasciò il deposito della Texas School e la Commissione concluse che Oswald aveva percorso una distanza minima di 105 metri (346 piedi) dalla finestra esterna del sesto piano al primo piano.

#### Il fucile
Il fucile utilizzato per l'attentato è un Mannlicher-Carcano, confuso con il simile Mauser dagli agenti della polizia di Dallas, Craig, Seymour Weitzman, Will Fritz, Eugene Boone e Luke Mooney. Quando il fucile è stato trovato al sesto piano del Texas School Book Depository, Craig ha insistito sul fatto che il fucile trovato era un Mauser 7.65, del peso di circa 3,6 chilogrammi (8 libbre), calibro 6,5 millimetri, con un mirino telescopico a 4 ingrandimenti. Il fucile venne ritrovato alle 13:22, vicino alla finestra del 6º piano, posizionato verticalmente, chi dice appoggiato sul calcio e chi nascosto dietro una pila di libri. Dopo il ritrovamento, il fucile fu fotografato prima di essere toccato: il capitano J. W. Fritz, capo dell'ufficio omicidi del dipartimento di polizia di Dallas, ha impartito istruzioni che nulla fosse spostato o toccato fino a quando i tecnici del laboratorio criminale della polizia non avessero potuto scattare fotografie.

### Percorsi di Lee Oswald
Alle 12:40 circa, il portone della Texas School Book fu chiuso dalle autorità. Fuori, intanto, agenti di polizia, detective, testimoni e altre persone si dirigevano verso la collinetta erbosa, nel parcheggio retrostante e al magazzino della ferrovia (dalle 12:30 alle 12:39 circa). La zona intorno al Dealey Plaza e i palazzi non furono isolati e dopo soli 10 minuti dall'assassinio, alcune fotografie mostrano veicoli che andavano e venivano su Elm Street, intorno alla scena del crimine. Alle 13:00, dopo aver preso un autobus e un taxi, Oswald ritornò alla sua camera nella pensione di North Beckely Street al numero 1026 e, come disse la proprietaria Earlene Roberts, ne uscì verso le 13:03-13:04, quando lo vide l'ultima volta alla fermata dell'autobus. Vi è la testimonianza del vicesceriffo Roger Craig e di altri tre testimoni che, però, asseriscono che Oswald fosse salito su una station wagon che aveva alla guida un uomo di colore, dopo aver visto il presunto assassino del Presidente scendere dalla collinetta erbosa.
Poco dopo, fra la decima strada e la Patton Street, alle 13:09, un poliziotto J. D. Tippit, fermò un uomo che corrispondeva al sospettato, ma questi lo uccise con alcuni colpi di pistola. La zona in cui Tippit venne ucciso stava circa 1,6 chilometri più a sud da dove c'era Oswald. Oswald avrebbe impiegato 3 minuti a compiere questi 1,6 chilometri a piedi.
Sul Jefferson Bd., verso le 13:35 Johnny Calvin Brewer, che lavorava come manager al negozio di calzature Hardy's testimoniò di avere visto Oswald. Dunque dalla Patton Streets alla Jefferson Bd. ci sono 1,7 chilometri che si percorrono in 23 minuti a piedi.
Brewer dichiarò che Oswald si voltò verso la via e si nascose all'entrata del negozio non appena sentì le sirene della polizia. Quando Oswald lasciò il negozio, Brewer lo seguì e lo vide entrare al cinema Texas Theatre senza pagare, dato che la giovane donna allo sportello, Julie Postal, era distratta. Brewer avvertì la donna che a sua volta informò la polizia di Dallas intorno alle 13:40. Al cinema diversi testimoni videro Oswald spostarsi e cambiare posto diverse volte.
Almeno due dozzine di poliziotti, sceriffi e detective, arrivarono al Texas Theatre perché avevano individuato Oswald come l'assassino di Tippit. Quando tentarono di arrestarlo erano circa le 13:50; Oswald reagì, secondo la polizia, tentando di sparare al proprietario, ma venne bloccato. Alle 15:01, ora di Dallas, solo un'ora dopo che Oswald fu portato alla prigione di Dallas, il direttore dell'FBI J. Edgar Hoover, scrisse un memorandum al suo assistente: «Ho chiamato il procuratore generale a casa sua e gli ho detto che penso di avere tra le mani l'uomo che ha ucciso il presidente».

### Annuncio della morte di Kennedy al Parkland Memorial Hospital
Nel frattempo, al Parkland Memorial Hospital, mentre i giornalisti aumentavano, un prete somministrò l'estrema unzione al presidente. I dottori lavorarono freneticamente per salvargli la vita, ma le sue condizioni erano disperate. Alle 13:00, dopo che l'attività cardiaca era cessata, e dopo il rito dell'estrema unzione, il presidente John F. Kennedy fu dichiarato morto. Il personale medico della sala traumatologica n. 1 che aveva curato il presidente disse che il presidente era "moribondo" e che non aveva chance di sopravvivenza quando arrivò all'ospedale. Il prete che somministrò l'estrema unzione dichiarò al New York Times che il presidente era morto poco dopo il suo arrivo all'ospedale. Intanto, il governatore Connally subì due interventi chirurgici.
Il nuovo presidente degli Stati Uniti, Lyndon Johnson, ordinò che l'annuncio della morte del Presidente Kennedy fosse dato solo dopo che lui aveva lasciato l'ospedale. Quindi il presidente fu dichiarato morto alle 13:00, ma l'annuncio ufficiale venne dato solo mezz'ora più tardi.
All'incirca alle 13:33, il segretario della Casa Bianca Malcolm Kilduff, diede l'annuncio ufficiale nella sala conferenze dell'ospedale con giornalisti e membri dello staff medico.
(Malcolm Kilduff)
Alle 2:38 EST, quando Walter Cronkite della CBS fece riferimento alle spaventose dimostrazioni a Dallas contro l'ambasciatore Adlai Stevenson II del mese precedente, ci fu un susseguirsi di notizie discordanti sulla morte del Presidente. Quando arrivò poi la conferma, Cronkite rimase in silenzio qualche secondo, poi lesse l'annuncio:
Alla NBC, Chet Huntley, Bill Ryan e Frank McGee condussero da New York con rapporti di David Brinkley da Washington, l'affiliata WBAP-TV (ora KXSA-TV) da Fort Worth, e Robert MacNeil (via telefono) dal Parkland Hospital. Durante i primi 35 minuti ci furono grosse difficoltà tecniche di collegamento tra Fort Worth TV e l'ospedale, tanto che in un primo momento Huntley alluse alla morte di Franklin Delano Roosevelt, interrotto da Ryan che leggeva la notizia dell'Associated Press sulla morte del presidente citando come fonti i preti cattolici che gli avevano dato l'estrema unzione.
Poco dopo la NBC passò a Charles Murphy della WBAP-TV a Fort Worth che, suffragando con bollettini della polizia di Dallas, notificò la morte ufficiale del presidente. Alle 2.39 p.m. McGee, che aveva appena ripetuto le notizie di MacNeil arrivate in diretta, stabilì una connessione audio, annunciando che aveva MacNeil in linea con nuovi rapporti da Parkland.

La prima parte risultò senza audio:

«Il segretario della Casa Bianca [...] Malcolm Kilduff... ha appena annunciato che il Presidente Kennedy... morto intorno all'1.00 CST, circa 35 minuti fa...»

A questo punto, arrivò l'audio. Mcgee continua a ripetere i frammenti:

« [...] dopo una sparatoria (dopo una sparatoria)... da un assalitore sconosciuto (da un assalitore sconosciuto)... mentre il corteo passava nel centro di Dallas (mentre il corteo passava nel centro di Dallas)».
Dopo la telefonata, McGeen fu visto asciugarsi gli occhi.
Dalla radio locale KLIF, Gary Delaune, Gordon McLendon e Joe Long (che avevano commentato l'arrivo del Presidente all'aeroporto Love Field), trasmisero la notizia come la ricevettero. Sotto stress, cercavano di dividere le fonti ufficiali da quelle non ufficiali, soprattutto quelle che riguardassero la morte del presidente. All'incirca alle 2.38 p.m. Long trasmise questo flash ufficiale:

«Il Presidente Kennedy è morto, Gordon. Questo è il comunicato ufficiale.»
Alle 14:05 il corpo del presidente JFK lasciò l'ospedale e fu trasportato sull'Air Force One, dove alcuni sedili erano stati rimossi per accogliere la bara. Per molti studiosi questa fu un'azione illegale, perché il corpo venne spostato senza prima aver fatto effettuare un esame forense dal coroner di Dallas secondo le leggi dello Stato del Texas; la morte del presidente, allora catalogata come un crimine di Stato e non federale, sarebbe dovuta sottostare alle leggi del Texas.

### Diffusione della notizia
Da Dallas, gli ascoltatori locali della KLIF radio ascoltarono il primo bollettino all'incirca verso le 12:39 CST. La canzone I have a boyfriend del gruppo musicale The Chiffons fu interrotta e l'operatore radio Gary Delaune fece il seguente annuncio:
I telespettatori della ABC-TV locale di Dallas seguivano una sfilata di abiti femminili quando improvvisamente apparve il giornalista Jay Watson, senza fiato, accorso alla stazione in Dealey Plaza:
Quelle annunciate dal giornalista Don Gardner alle 13:36 CST dalla ABC Radio network furono le prime notizie rese pubblicamente alla nazione sulla sparatoria:
Quattro minuti dopo, CBS News interruppe la soap opera As the world turns con il primo rapporto (non in video) di Walter Cronkite:
Nel contempo, la ABC e la NBC interruppero le trasmissioni. Dal quartier generale a New York, la WABC-TV, diramò la sua prima notizia alle 13:42, interrompendo Father knows best. Tre minuti dopo, l'annunciatore televisivo Don Pardo, interruppe la sit-com Bachelor Father della WNBC-TV con la notizia.
Intorno alle 14:00, tutti i network avevano sospeso la regolare programmazione televisiva per aggiornamenti con i maggiori dettagli che arrivavano da Dallas. L'annuncio ufficiale della morte del Presidente fu dato circa 40 minuti dopo; nessun programma regolare o commerciale fu mandato in onda fino al martedì seguente.
La televisione, per la prima volta nella storia, seguì una diretta non-stop per quattro giorni. L'assassinio del presidente Kennedy fu la più lunga ininterrotta sequenza di notizie nella storia della televisione fino alle ore 9:00 dell'11 settembre 2001, quando i network trasmisero in diretta per 72 ore consecutive in seguito all'attacco terroristico al World Trade Center di New York e al Pentagono di Washington. Lo stesso giorno alcune testate giornalistiche uscirono in edizione straordinaria per dare la notizia. Uno fra tanti il The Goshen News datato 22 novembre 1963 con il titolo "JFK IS DEAD!!" pubblicando quanto ancora poco si sapeva.

### Il rientro a Washington

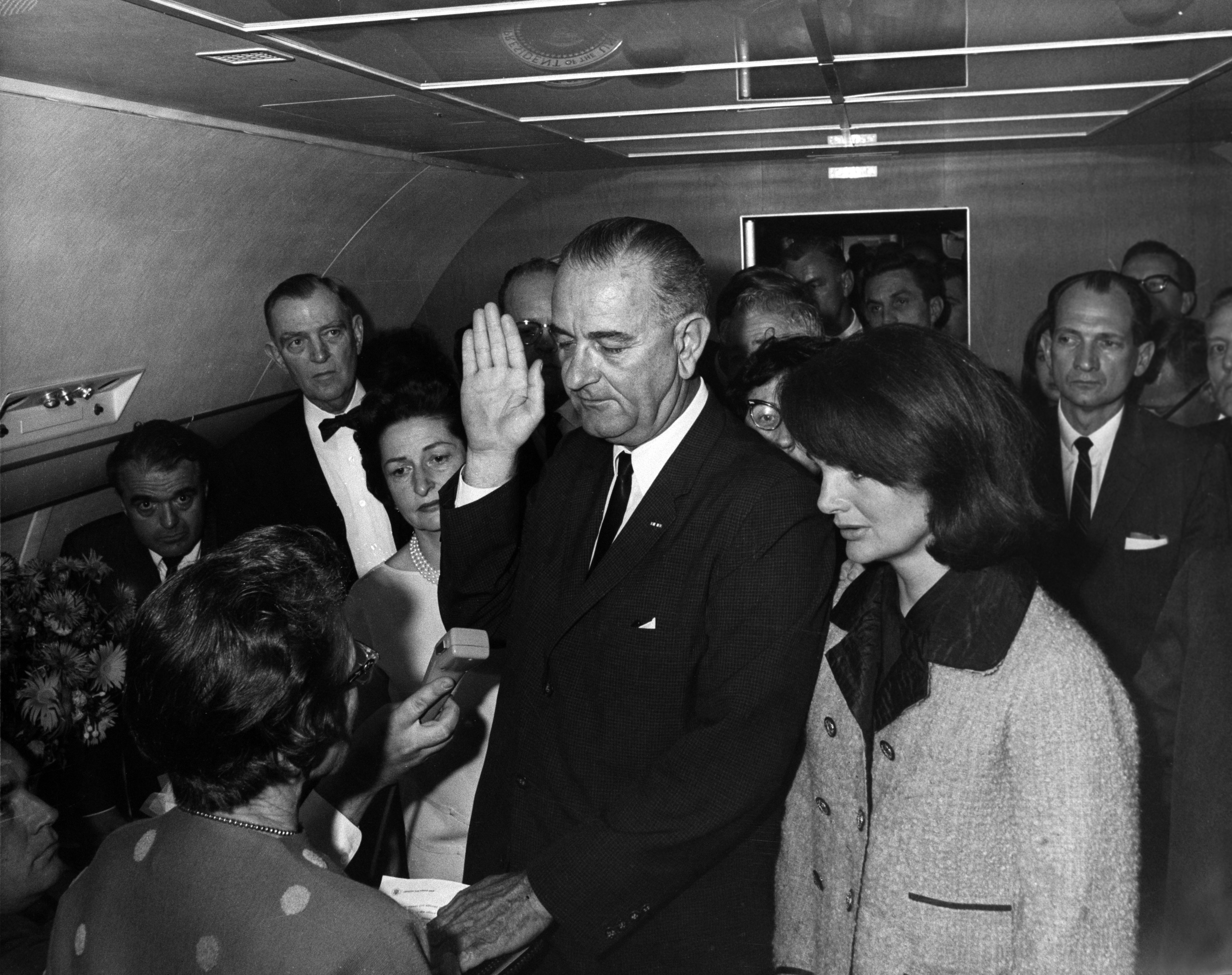
Lyndon B. Johnson presta giuramento nell'ufficio dell'aereo presidenziale. Accanto Jacqueline con gli abiti macchiati di sangue.

Una volta che il corpo del presidente Kennedy fu sull'aereo, Lyndon Johnson, con a fianco Jacqueline, alle 14:38, giurò fedeltà alla costituzione nelle mani del giudice Sarah T. Hughes e divenne il 36º presidente degli Stati Uniti d'America.
Intorno alle 18:00 l'aereo dell'Air Force One atterrò alla base aerea Andrews, vicino a Washington, dove la bara fu caricata su un'ambulanza militare e portata all'ospedale navale di Bethesda per l'autopsia e le preparazioni funebri. Quando Jacqueline salì a bordo, il suo tailleur rosa e le gambe erano ancora macchiati dal sangue di suo marito. Per tutto il pomeriggio e fino al mattino del giorno successivo si rifiutò di lasciare il corpo di suo marito se non per il giuramento di Johnson. Altresì rifiutò di cambiarsi d'abito, dichiarando a Lady Bird: «Voglio che vedano ciò che hanno fatto a John».

## Le indagini

### L'interrogatorio di Oswald
Responsabile dell'assassinio venne ritenuto Lee Harvey Oswald, un impiegato della Texas School Book Depository in Dealey Plaza. Subito fu catturato per l'assassinio di un poliziotto e in seguito imputato anche dell'assassinio del presidente Kennedy ma lui non confessò mai e sostenne di essere un capro espiatorio.

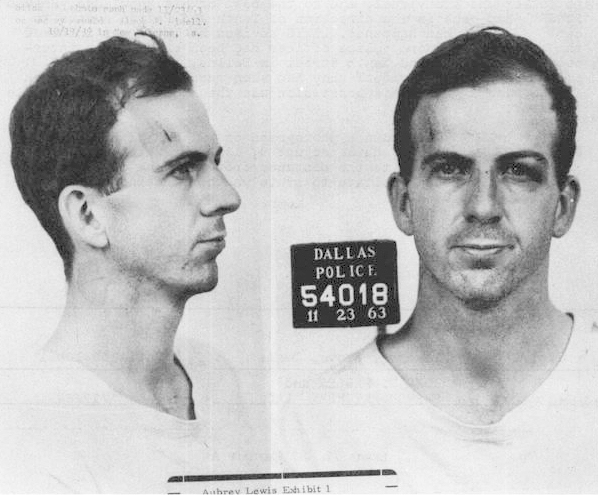
Foto segnaletica di Lee Harvey Oswald (Dallas, 23 novembre 1963).

Alle 19:10 dopo un interrogatorio durato cinque ore, Oswald fu accusato dalla Polizia di Dallas di essere la persona che aveva assassinato il poliziotto Tippit, anche se al momento non erano disponibili prove positive di identificazione dell'arma da fuoco, né delle impronte digitali. Per ipotesi, il revolver in possesso di Oswald al momento del suo arresto era compatibile con il tipo d'arma che potrebbe avere sparato i colpi che hanno ucciso Tippit..
Durante un'intervista con i giornalisti Oswald affermò che lui non aveva sparato né a Tippit né al presidente Kennedy e che nella cospirazione per ammazzare il presidente Kennedy il suo ruolo era stato quello di essere il capro espiatorio («I'm just a patsy»)
Circa alle ore otto di sera il capitano John Will Fritz riprese l'interrogatorio di Oswald, questa volta indagando sull'omicidio del Presidente Kennedy. Oswald disse: «Io non sono insoddisfatto, niente mi ha irritato del presidente». Poi gli chiese se aveva visto la sfilata e Oswald rispose che non l'aveva vista. Poi gli chiese se avesse sparato al Presidente e Oswald rispose che non aveva sparato. Poi Oswald disse che non intendeva rispondere ad altre domande senza consiglio e che se non riusciva ad avere un avvocato, allora sperava che l'Unione per le Libertà Civili gli avrebbe dato un proprio avvocato per rappresentarlo. A quel punto il capitano Fritz terminò l'intervista.
Alle ore 22:30 Oswald fu accusato dal Capitano Fritz, della Polizia di Dallas di cospirazione e dell'assassinio del Presidente Kennedy.
Il secondo interrogatorio di Oswald durò circa 2 ore e 30 minuti.
Durante l'interrogatorio non fu presente alcun avvocato.
Non vi fu una registrazione stenografica dell'interrogatorio.
Nessun verbale dell'interrogatorio fu redatto, come testimoniato da Fritz stesso, solo alcune note scritte dopo a mano e a memoria da Fritz, furono conservate. Alle 1:30 del 23 novembre Oswald fu formalmente imputato dell'omicidio di Kennedy dal giudice. Nessun avvocato fu nominato per rappresentare gli interessi di Oswald in una qualsiasi delle indagini governative. Oswald fu condannato dalla Commissione Warren, sulla base di indizi, senza che abbia mai avuto alcun difensore e alcun processo. Oswald fu interrogato dalla polizia in totale per circa 8,30 ore, ma di questo lungo interrogatorio non è stato redatto dai poliziotti di Dallas alcun verbale.
Oswald non arrivò mai a un regolare processo perché venne ucciso a sua volta due giorni dopo l'arresto dal gestore di un night club, Jack Ruby il quale, subito arrestato e interrogato dalla polizia di Dallas, sul motivo del suo gesto, disse: «Non volevo essere un eroe, l'ho fatto per Jacqueline» e «Volevo risparmiare alla moglie del presidente il processo dell'uomo accusato di aver ucciso il marito».

### La commissione Warren
Entrato in carica da vice a Presidente, Lyndon B. Johnson affidò subito il lavoro investigativo al presidente della Corte Suprema Earl Warren. Venne poi costituita la commissione Warren, che aveva come compito di mettere insieme tutto il materiale (i movimenti di Oswald, testimonianze, indizi, filmati) e produrre una valutazione tecnico-giuridica sull'accaduto; la commissione volle mantenere pubbliche le indagini in corso e i relativi riscontri. Dal canto suo l'FBI procedette parallelamente con le indagini.
Le indagini dell'FBI fornirono all'organo oltre 25.000 interviste, 2.300 rapporti, 553 interrogatori, e nel settembre 1964 la Commissione per investigare sull'assassinio del Presidente presentò il suo rapporto finale: «Lee Harvey Oswald ha ucciso da solo il Presidente; Jack Ruby ha ucciso da solo Lee Oswald».

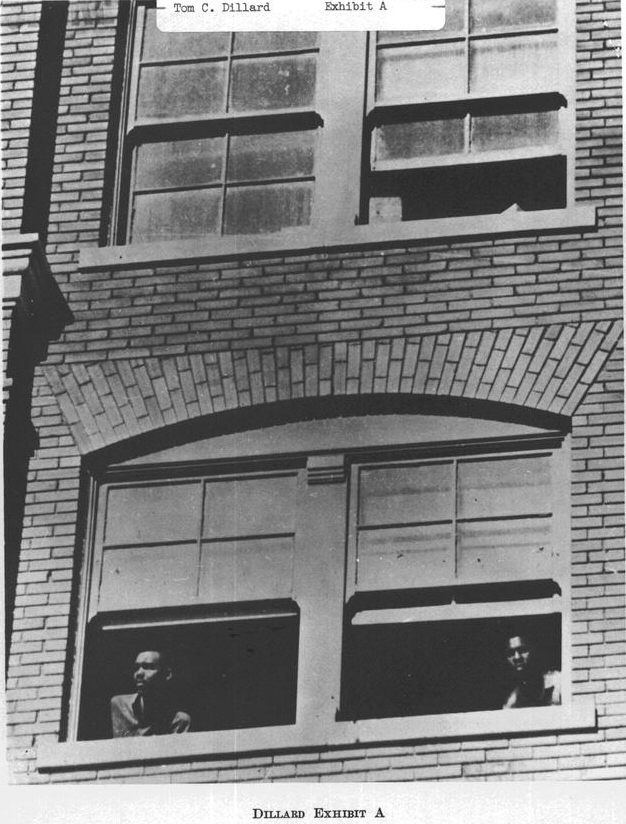
Foto del V e VI piano della Texas School Book Depository.

Secondo la commissione, Lee H. Oswald psicolabile, mentalmente disturbato, frustrato, fortemente filo-castrista e violento, decise di diventare famoso uccidendo il presidente Kennedy. Quando la limousine terminò la curva, dal sesto piano della Texas School Book in Dealey Plaza, sparò un primo colpo di fucile. Alcuni si voltarono per cercare di capire cosa stesse succedendo e il Presidente Kennedy smise di salutare. Circa due secondi dopo fu esploso un secondo colpo: il proiettile colpì Kennedy alla schiena, uscì dalla gola, entrò nella schiena di Connally, gli perforò il torace, trapassò il polso destro, fratturando il radio e proseguì sino a fermarsi nella coscia sinistra del governatore. Un terzo colpo sempre esploso alle spalle del corteo, colpì il presidente alla testa causando la ferita mortale. Ciò comporta che Oswald avrebbe sparato 3 colpi d'arma da fuoco dalla finestra e con due proiettili sarebbe riuscito a uccidere il Presidente e a ferire Connally. Dal rapporto emerge che il proiettile quasi intero rinvenuto sulla barella del governatore Connally e due frammenti piuttosto grandi rinvenuti nella limousine presidenziale erano stati sparati dal fucile Mannlicher Carcano trovato al sesto piano del deposito dei libri, escludendo così l'uso di qualsiasi altra arma.

### La teoria della "pallottola magica"

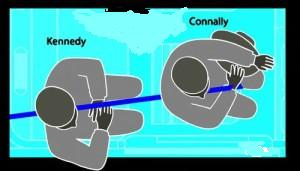
La traiettoria della "pallottola magica" secondo la ricostruzione ufficiale.

Le conclusione della commissione Warren affermò una tesi, passata alla storia come quella della "pallottola magica" (magic bullet), riferendosi a quel proiettile che causò sette ferite complessive a Kennedy e Connally, rimanendo sostanzialmente integro.

#### Le critiche alla "pallottola magica"

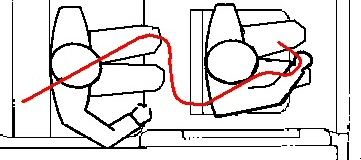
La traiettoria della "pallottola magica", compatibile coi fori causati, secondo i complottisti.

La cosiddetta "pallottola magica" dalla traiettoria impossibile e che ferì Kennedy e il governatore John Connally sarebbe in realtà compatibile con la posizione dell'auto presidenziale che stava svoltando. L'aggettivo "magica", in senso figurato, sarebbe comunque non appropriato. Tuttavia secondo alcuni, sulla base del filmato girato da Abraham Zapruder, la ricostruzione ufficiale sarebbe incompatibile con il numero e la distanza dei fori delle pallottole sul corpo di John Kennedy. Tra le obiezioni più forti alla tesi del proiettile singolo da dietro, infatti, si è sostenuto che un proiettile non poteva provocare sette ferite, trapassando due corpi, e restare intatto. Il proiettile, di tipo full metal jacket (cioè con camiciatura rinforzata, concepita appositamente per non disperdersi nei corpi e non provocare quindi ferite devastanti), sparato dal Carcano, repertato con il codice CE399 (Commission Exhibit n. 399) dagli inquirenti, viaggiando ad alta velocità, non avrebbe incontrato masse sufficientemente consistenti per frammentarsi. Nel caso del successivo colpo alla testa, al contrario, un proiettile identico si sarebbe frammentato poiché avrebbe colpito, in entrata, degli spessi strati di ossa craniche.

### La ricostruzione secondo la commissione Warren
Oswald si sarebbe appartato al sesto piano in mezzo ad alcuni scatoloni spostati di recente davanti alla finestra dalla quale partirono gli spari, secondo la balistica, e montò il fucile, il Carcano Mod. 91 che aveva acquistato per corrispondenza grazie alle leggi texane sulle armi da fuoco, e utilizzando un nome falso e una casella di fermoposta. Sugli scatoloni vi erano solo le sue impronte digitali.
Mentre il corteo del Presidente stava attraversando la città dall'aeroporto di Dallas, per recarsi al Trade Mart, un centro di uffici in periferia in cui Kennedy era atteso per un discorso e un banchetto, alle 12:30 in Dealey Plaza, si sentirono degli spari registrati dalla Centrale di Polizia di Dallas. Dalle fotografie si vede un primo colpo a vuoto che fece voltare le persone a guardare indietro e ferì leggermente un passante al volto, un secondo colpo che ferì Kennedy alle spalle facendogli portare le mani alla gola e John Connally sofferente e ferito. Il proiettile, entrato nella schiena di Kennedy e uscito dalla trachea, successivamente colpì Connally, in posizione non allineata col presidente, mentre la limousine svoltava ed entrambi guardavano a destra. La pallottola, intatta per aver attraversato solo tessuti molli nel corpo di Kennedy, colpì Connally incrinandogli una costola, raggiungendo e fratturandogli il radio, e persa potenza, si fermò nella coscia (successivamente cadde nella barella, danneggiata in parte dall'impatto con le ossa del governatore, ma intera). Dopo cinque secondi, mentre la macchina stava per accelerare un terzo colpo, mortale, colpì Kennedy alla testa, facendo volare via una parte della calotta cranica. È dibattuto se sia stato sparato oppure no un quarto colpo.
Kennedy venne colpito a morte, mentre il governatore del Texas Connally non era in pericolo di vita, perché il suo sedile era più basso e perché si era buttato giù di fianco al riparo sulle ginocchia della moglie Nellie, mentre Kennedy non poté a causa del busto ortopedico che portava. Dalle oltre 700 fotografie scattate in Dealey Plaza e fatte pervenire successivamente alla polizia, in alcune si vede che le persone in un primo momento si buttarono a terra e in un secondo momento corsero in massa verso la Grassy Knoll, una collinetta erbosa presente nella piazza, per vedere chi avesse sparato. Mentre la limousine si avviava all'ospedale con Kennedy in fin di vita, alcuni poliziotti perlustrarono il deposito di libri. Gli impiegati del quinto piano affermarono di aver sentito tre colpi al piano di sopra. Qualcuno vide fuggire un giovane uomo alto e pallido, simile a Oswald.
Dopo la sparatoria, Oswald si fermò a prendere una bibita per non dare nell'occhio e abbandonò il luogo di lavoro senza chiedere un permesso, dopo essere stato brevemente trattenuto dalla polizia ma identificato subito dal proprio datore di lavoro. Al sesto piano la polizia rinvenne un fucile dove successivamente furono identificate le sue impronte; secondo la versione ufficiale dei fatti egli, uscito in tutta fretta in maglietta nonostante il clima di novembre, si recò alla pensione dove alloggiava durante la settimana e, presa la sua pistola, incominciò a girovagare per la città senza meta, mentre la polizia setacciava le strade di Dallas alla ricerca dell'attentatore. 
Alle ore 13:04 Oswald fu visto aspettare l'autobus dalla padrona di casa Earlene Roberts.
Poco dopo un poliziotto J. D. Tippit, fermò un uomo che corrispondeva al sospettato, ma questi lo uccise con alcuni colpi di pistola.
L'assassinio del poliziotto avvenne alle 13:09.

Notato camminare nei pressi di un cinema in atteggiamento sospetto, Oswald vi entrò senza pagare il biglietto e la cassiera chiamò la polizia. Per questo motivo, arrivarono 26 poliziotti, che lo consideravano l'assassino del collega, e Oswald dopo una breve colluttazione, fu arrestato e portato alla centrale di polizia, ove veniva riconosciuto da alcuni testimoni come l'assassino del poliziotto:
- Helen Markham e Jack Tatum, hanno visto Oswald sparare a Tippit;
- William Scoggins, Barbara Davis e Virginia Davis, hanno visto Oswald fuggire dalla scena;
- Ted Callaway, Sam Guinyard, B.M. Patterson, L.J. Lewis, Harold Russell e Warren Reynolds hanno visto Oswald brandire una pistola, tentare di nasconderla e fuggire.

Il fucile trovato nell'edificio, vicino alla finestra, risultò essere di Oswald, in tasca gli trovarono un revolver carico, con il quale la polizia ritenne potesse avere ucciso l'agente di polizia Tippit: i proiettili erano gli stessi. Venne sottoposto al test dei nitrati, positivo per la mano, ma non per la guancia, fatto che non si verifica comunque sempre: la polizia ritenne che la sua mano avesse certamente sparato.
Oswald negò tutto, venne ripetutamente fotografato mentre sorrideva alla folla e faceva il saluto a pugno alzato e, avvicinato da un giornalista durante un'improvvisata conferenza stampa nella quale aveva richiesto assistenza legale, sostenne di essere un capro espiatorio ma non ebbe il tempo di dimostrarlo in un regolare processo: domenica 24 novembre, mentre veniva trasferito dalla Centrale della polizia di Dallas alla prigione della contea, venne ucciso da Jack Ruby, il gestore di un night club, apparentemente affetto da turbe psichiche ma presumibilmente collegato a potenti mafiosi e indagato per cospirazione dalla commissione presieduta da Earl Warren.

### La ricostruzione secondo la HSCA House Select Committee on Assassinations

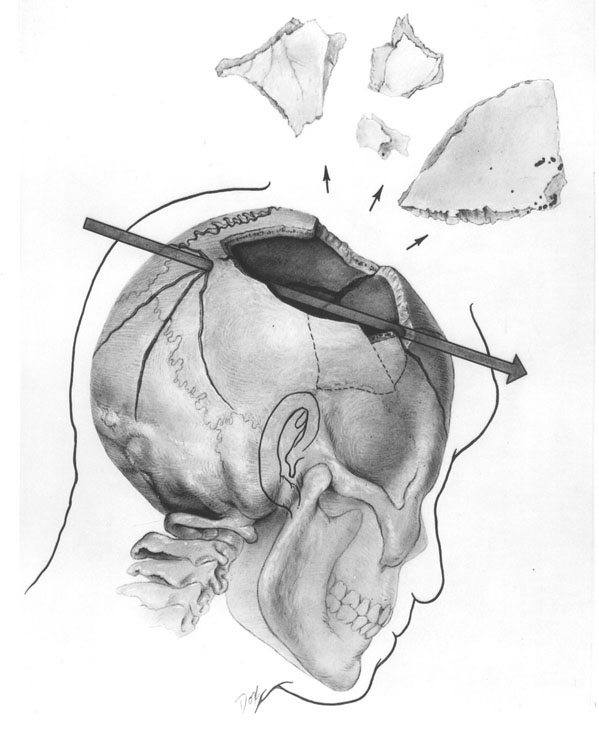
Ricostruzione balistica dell'omicidio di Kennedy.

Il 30 settembre 1976 la Camera dei Rappresentanti, visti i fiumi di critiche nate dalla pubblicazione del rapporto della commissione, decise di creare un secondo organo che riesaminasse tutto il materiale probatorio sul caso Kennedy. Nello stesso anno venne creata la HSCA House Select Committee on Assassinations, presieduta da un senatore dell'Ohio, Louis Stokes e coordinata da G. Robert Blakey, avvocato. Per l'HSCA il delitto fu il risultato di una probabile cospirazione anche se non fu possibile determinarne la natura né identificare i partecipanti (oltre a Oswald).
La teoria si basava su rapporti incrociati dei reperti balistici (pallottole trovate o perdute), di quelli visivi (ad esempio il filmato di Abraham Zapruder che registrò una sequenza di 26 secondi, su una pellicola da 8 millimetri, priva di audio) e di quelli sonori (registrazioni delle varie trasmissioni dei poliziotti che avevano la radio aperta al momento degli spari). Il rapporto HSCA confermò la ricostruzione della Warren Commission, ma individuò con una probabilità del 96% un quarto sparo, da parte di un secondo tiratore, presumibilmente appostato su una collinetta erbosa (Grassy Knoll) situata sul lato destro di Elm street.
La House Select Committee on Assassinations, costituita negli anni settanta, ammise - nel proprio rapporto finale - la possibilità dell'esistenza di un complotto per assassinare il presidente Kennedy.

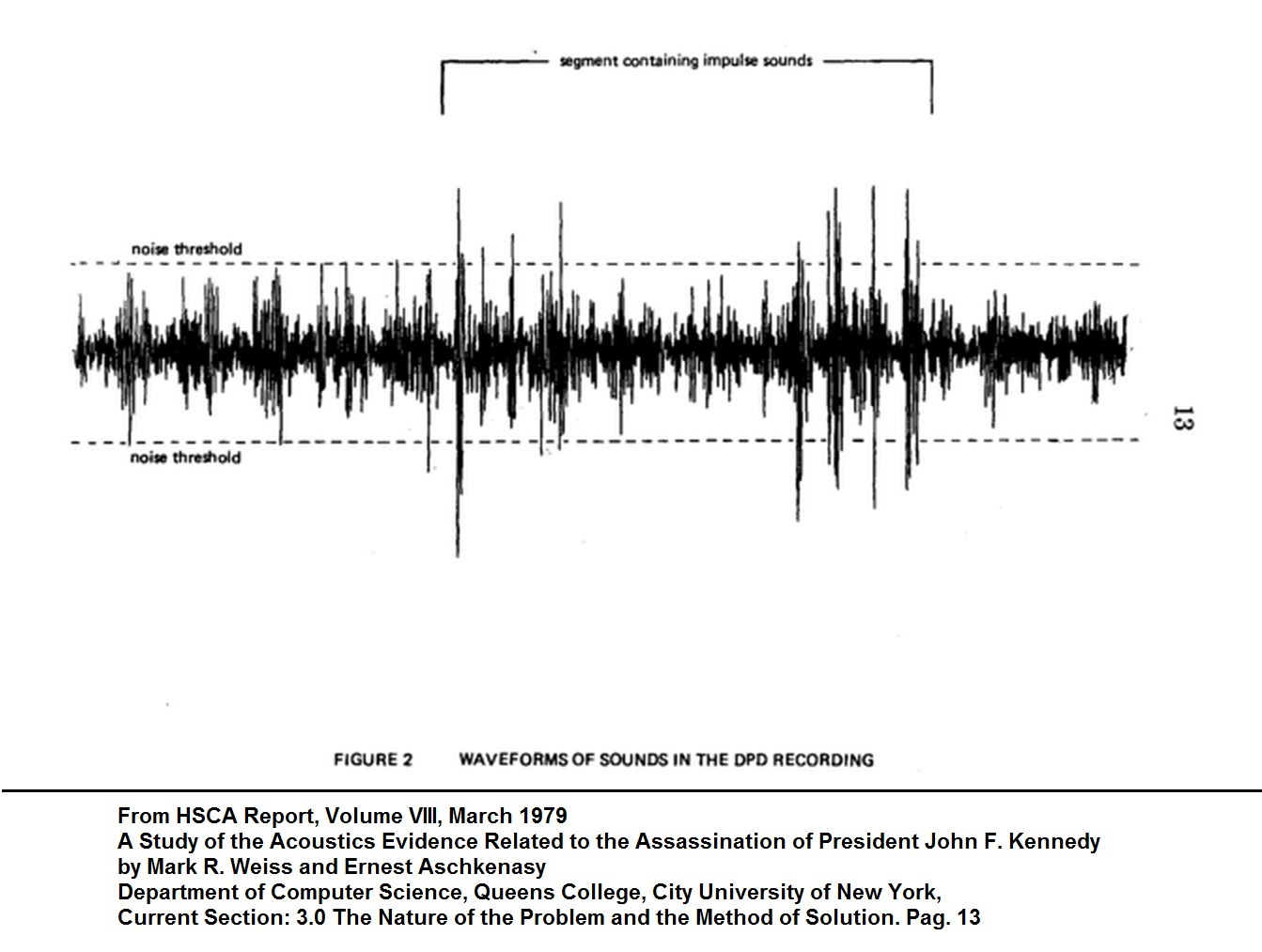
Forme d'onda dei colpi sparati e registrati su un Dictabelt dal Dipartimento di Polizia di Dallas, analizzati su un oscillografo

In particolare la HSCA concordò con la teoria della pallottola magica, ma non sui tempi esatti degli eventi, in quanto dalla registrazione sonora che ci fu e dalla registrazione grafica, si sentono i primi 2 colpi sparati in rapida successione, e sul grafico si vede che sono a una distanza precisa di 1,64 secondi uno dall'altro, non abbastanza perché Oswald potesse avere esploso 2 colpi da solo.
Poi passano circa 5 secondi e quindi si sente un terzo colpo seguito immediatamente da un quarto colpo, dopo un tempo di circa 1,5 secondi uno dall'altro, ma quest'ultimo fu interpretato come un'eco. il terzo sparo avrebbe colpito mortalmente Kennedy alla testa, tra 4,8 e 5,6 secondi dopo. Venne ritenuto probabile che tutti i danni provocati all'interno della limousine presidenziale, due sul parabrezza, uno sullo specchietto retrovisore e uno nell'imbottitura fossero dovuti alle schegge di due proiettili, ma non si poté stabilire quali dei tre.
La HSCA concluse che i proiettili sparati dovevano essere stati probabilmente quattro. Un proiettile, non si sa quale, finì lontano colpendo di striscio un marciapiede, la cui scheggia ferì la guancia di un passante, James Teague, secondo la documentazione fotografica pubblicata dalla commissione Warren.
In particolare, secondo la HSCA:
- Lee Harvey Oswald sparò tre colpi al presidente John F. Kennedy. Il secondo e il terzo colpirono il Presidente, il terzo lo uccise.
- Rilevamenti acustici fatti dalla scientifica stabilirono con alta probabilità che furono due uomini a sparare. Altre prove scientifiche non preclusero questa possibilità.[94]. Conclusioni[95]
- In base alle prove disponibili, il Presidente JFK fu probabilmente assassinato a seguito di una cospirazione; fu impossibile individuare i membri appartenenti a questa cospirazione.

### Conclusioni
Le conclusioni delle due inchieste ufficiali, quella della Commissione Warren e quella dell'United States House Select Committee on Assassinations, furono simili: Oswald aveva ucciso Kennedy (per compiere un gesto importante e "rivoluzionario" che lo avrebbe reso famoso e avrebbe riscattato la sua vita) e poi era stato ucciso a sua volta da Ruby, che intendeva vendicare Kennedy sull'onda dell'emozione, e che era riuscito a sparare a causa dell'insufficiente sorveglianza nella stazione di polizia di Dallas.
L'HSCA ammise nel proprio rapporto che il Presidente Kennedy era stato sì ucciso da Oswald, ma quale atto conclusivo di una cospirazione, a differenza di quanto indicato dalla Commissione Warren, secondo la quale Oswald era l'unico colpevole.

## Le reazioni
Numerose e diverse furono le reazioni all'assassinio del 35º Presidente degli Stati Uniti, John Fitzgerald Kennedy. Subito dopo la sparatoria, prima che la morte fosse annunciata, ci fu solo una gran confusione. Essendo periodo di guerra fredda, inizialmente fu poco chiaro se la sparatoria facesse parte di un più grande attacco contro gli U.S.A. e se il vice presidente Johnson, che procedeva due vetture più indietro, fosse al sicuro.

### Negli USA
La notizia scosse la nazione: uomini e donne piangevano apertamente; le persone si riunivano nei grandi magazzini per guardare la TV, che ininterrottamente seguiva gli eventi. Il traffico si bloccava e le notizie passavano di auto in auto. Le scuole degli U.S.A. e del Canada furono chiuse.
La rabbia contro il Texas e i texani fu segnalata in alcuni individui: diversi fan dei Cleveland Browns, ad esempio, che la domenica successiva giocarono contro i Dallas Cowboys, denigrarono la città di Dallas scrivendo: "Hanno ucciso il Presidente".

### Nel mondo
La maggior parte dei capi di Stato espressero la loro indignazione e cordoglio, alcuni alla radio, altri alla televisione, pronunciando messaggi di cordoglio e shock per l'assassinio. I governi di molti Paesi ordinarono le bandiere a mezz'asta e giorni di lutto. Molti si chiesero se il nuovo presidente Johnson avrebbe continuato la politica di Kennedy oppure no. Alle radio e alle televisioni di molti paesi del mondo, dopo aver interrotto le trasmissioni, furono messe in onda solo musiche funebri, notiziari riguardanti l'assassinio del presidente, interviste o video riguardanti eventuali visite di Kennedy in quel Paese.
Alle ambasciate americane e ai consolati di tutto il mondo i centralini furono sommersi di chiamate e il personale, scosso, spesso non rispose neppure. Furono aperti registri per le condoglianze; la morte del Presidente stemperò la guerra fredda ed entrambe le parti espressero dolore e cordoglio.

## Testimonianze e prove
A tutt'oggi le certezze dell'assassinio di Kennedy si reggono su diverse testimonianze:
- la raccolta di testimonianze contenuta nella relazione Warren[2]
- le fotografie che accompagnano la relazione Warren
- la registrazione dei colpi sparati[96]
- la registrazione filmica dell'assassinio fatta da Abraham Zapruder[97]
- le testimonianze sulla provenienza dei colpi dal deposito di libri.
- le impronte di Oswald rinvenute sul fucile e nella postazione di tiro e le testimonianze della moglie sullo strano comportamento del marito (in particolare la confessione fattale da Oswald stesso riguardo all'attentato al generale Walker).
- la pistola di Oswald che sparò a Tippit.
- alcuni scritti di Oswald e dichiarazioni fatte a suoi conoscenti che manifestavano avversione per Kennedy, dopo il tentativo di rovesciare Castro.
- in un filmato si vedrebbe un'ombra alla finestra del deposito: molti obiettano che non si tratta di una prova ma a un'analisi computerizzata la sagoma assomiglia molto a quella di Oswald.[98]

Molti documenti governativi sono stati pubblicati in seguito al Freedom of Information Act. Inoltre, sotto la presidenza di Bill Clinton, alla fine del 1998, grazie all'Assassination Record Review Board (ARRB), è stato messo a disposizione del pubblico una parte del materiale che le istituzioni posseggono relativamente all'attentato di Dallas, circa 60.000 documenti. Il resto dei documenti (2800 file) venne divulgato solo nel 2017, a norma della legge "JFK Records Act" (1992) firmata da George H. W. Bush e dopo la firma dell'ordine di desecretazione da parte di Donald Trump, 25 anni dopo. Alcuni documenti, circa 300, sono tuttavia rimasti secretati almeno fino al 26 aprile 2018, su richiesta di CIA e FBI, poiché coinvolgenti la sicurezza nazionale degli Stati Uniti. Nel marzo 2025, il governo Trump ha autorizzato la pubblicazione di circa 80.000 pagine di documenti precedentemente secretati. I documenti rilasciati includono dettagli sulle attività di Oswald, come i suoi tentativi di ottenere un visto sovietico e i suoi contatti con l'ambasciata sovietica. Inoltre, una valutazione della CIA ha confermato che Oswald non era sotto il controllo del KGB.

## Teorie cospirative e ipotesi sull'omicidio
Secondo diversi sostenitori delle teorie del complotto, il presidente Kennedy sarebbe stato ucciso per diverse e mai chiarite motivazioni; nel corso degli anni si sono succedute varie argomentazioni e ipotesi, fino ad ammettere un presunto coinvolgimento di J. Edgar Hoover e l'FBI, Fidel Castro, il KGB, la Mafia, la CIA, Allen Welsh Dulles, gli anticastristi, i petrolieri, il complesso militare-industriale e politico, il sindacato dei trasportatori.

### Aspetti controversi

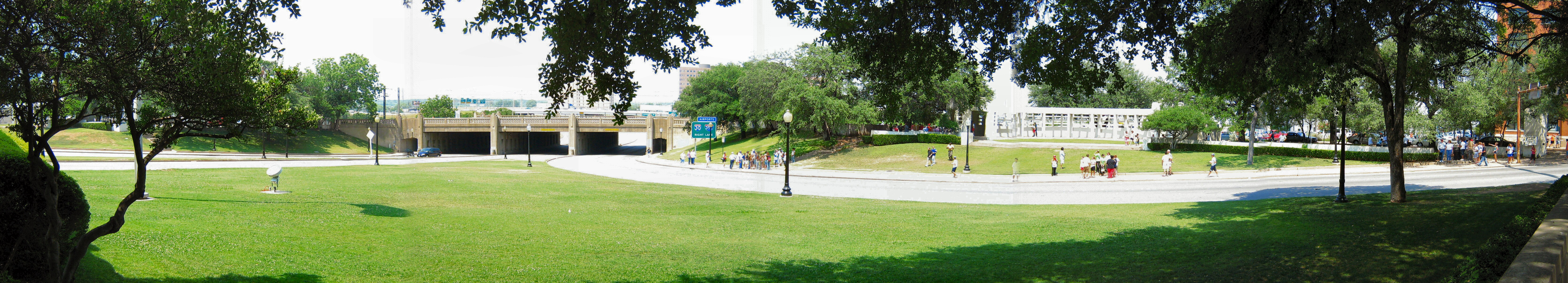
Veduta panoramica di Elm Street.

Concordanze tra i testimoni indicano l'inizio degli spari poco dopo che da Houston Street la limousine ebbe svoltato su Elm Street. Il presidente sarebbe stato colpito una prima volta alla gola e dopo pochi istanti una seconda volta al capo. Anche il governatore Connally fu colpito e curato al Parkland Hospital per ferite alla schiena, al petto, al polso e alla coscia sinistra. Sebbene ci siano controversie su quando egli sia stato ferito, esperti forensi della Commissione Warren e della H.S.C.A. credono che le sue prime reazioni siano state simultanee a quella del Presidente e che i due uomini sarebbero stati colpiti con una singola pallottola (quella che procurò le prime ferite a Kennedy).
I medici militari di Washington responsabili dell'autopsia sul presidente si sono pronunciati ritenendo che le ferite fossero causate da due proiettili in base alle seguenti motivazioni:
- Commission Exhibit n. 385[101], che mostra uno schema fatto al Bethesda Naval Hospital, il 22 novembre 1963, dalle ore 18 del 23 novembre alle ore 4:23 successive dal Comdr. James J. Humes, del Presidente Kennedy, che evidenzia l'entrata e l'uscita del proiettile nell'area del collo[102], quando la Commissione Warren non era stata ancora istituita.

La traiettoria degli spari che colpirono il presidente Kennedy, calcolata dal rilievo medico legale sul corpo, ha un angolo di inclinazione di circa 15°21'. Questa traiettoria indica un colpo radente.

L'angolo compreso fra la finestra del 6º piano e l'auto del presidente è di circa 55º. Questa traiettoria indica un colpo molto obliquo, incompatibile con il rilievo del medico legale Comdr. Humes.

Tracciando una retta dalla strada Elm Street, dove c'era il presidente, con un angolo di più 15,21°, all'indietro si finisce sulle finestre del primo piano del Dal-Tex Building.

Subito dopo l'assassinio del Presidente Kennedy fu arrestato Eugene Hale Brading, un criminale di lunga carriera, perché aveva "agito in modo sospetto" nel Dal-Tex Building
- Commission Exhibit n. 386[105], che mostra l'aspetto posteriore del foro nell'area del collo e anche il risultato del colpo alla testa.
- Commission Exhibit n. 387[106], cartella clinica dell'autopsia del Presidente Kennedy, fatta alla Naval Medical School, Bethesda, Md. il 22 novembre 1963 dalle ore 18 alle ore 4:23 del giorno successivo.
- Commission Exhibit n. 388[107], disegno schematico dalla descrizione fatta dal Comdr. James J. Humes che mostra lo stato del cranio del presidente Kennedy visto da sopra.
- Commission Exhibit n. 389[108], fotogramma dal filmato di Abraham Zapruder poco prima del momento in cui il presente Kennedy viene colpito alla testa.
- Commission Exhibit n. 390[109], fotogramma dal filmato di Abraham Zapruder nel momento in cui il presente Kennedy viene colpito alla testa.
- Commission Exhibit n. 391[110], rapporto supplementare dell'autopsia No. A63-272, del presidente John F. Kennedy, alla Naval Medical School, che fornisce una descrizione macroscopica di quel che rimane del cervello.

Secondo i teorici della cospirazione, l'unica postazione dalla quale si sarebbe potuto avere la visuale per uno sparo il cui proiettile potesse effettuare una traiettoria compatibile con le ferite di Kennedy è la staccionata nei pressi della collinetta erbosa, ma la foto Polaroid scattata da Mary Moorman non inquadra nessun tiratore in quel luogo: si tratta solamente di macchie di fogliame.
Malgrado ciò, le fotografie successive, mostrano molte persone correre verso la collinetta, dalla quale, interrogate successivamente, diranno di aver sentito esplodere i colpi. A ogni modo, non sono mai stati trovati, né nel corpo del Presidente, né in quello del governatore, né sull'automobile né in qualunque altro punto della Dealey Plaza prove che rimandassero a un'altra arma da fuoco o a proiettili differenti rispetto a quelli sparati dal fucile Carcano.

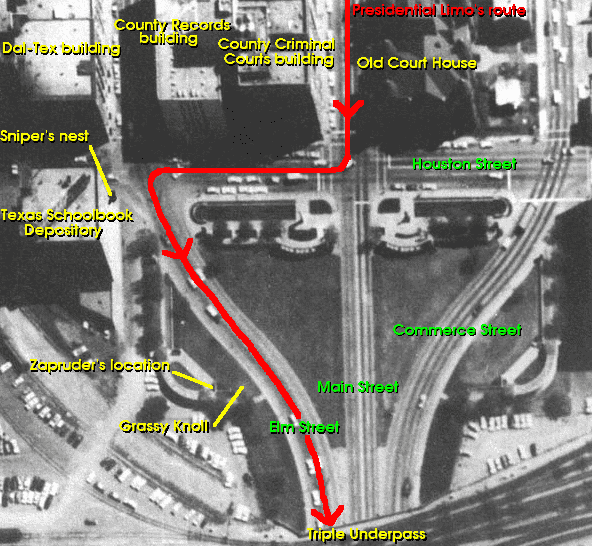
Vista su Dealey Plaza.

Decine di testimoni hanno dichiarato di aver sentito uno sparo e di aver visto del fumo nella zona della collinetta posta quasi di fronte a Kennedy e non dal deposito di libri dietro di lui. L'importanza della presenza di fumo è discutibile, in quanto nessun fucile moderno emette molto fumo al momento dello sparo. Emerge inoltre, da alcune testimonianze, la presenza di un individuo sulla collinetta che mostrava tessere del servizio segreto per allontanare le persone dalle vicinanze: queste testimonianze tuttavia parrebbero inattendibili, in quanto acclarate esclusivamente dalla testimone Jean Hill che inizialmente, intervistata da una TV di Dallas, dichiarò di non aver visto o udito nulla oltre gli spari, ma in seguito cambiò più volte la propria versione dei fatti. Tra l'altro la signora Hill non corse sulla collinetta, come da lei affermato, ma rimase a lungo dalla parte opposta della strada, come dimostrano fotografie e filmati. Il servizio segreto ha smentito la presenza di suoi agenti nella Dealey Plaza quel giorno, mentre erano presenti agenti dell'FBI, essendo un servizio di vigilanza interna.
In un'intervista con l'agente di scorta del presidente Kennedy, Clint Hill, al tempo trentaduenne, si fa in parte chiarezza su alcuni punti nebulosi circa la dinamica dell'omicidio.
Secondo un agente dei servizi segreti, che si trovava in piedi sul predellino dell'automobile immediatamente posteriore alla "Lincoln" presidenziale e che montò sulla parte posteriore dell'auto per proteggere la first lady dagli spari, intervistato avrebbe fatto numerose dichiarazioni:
- Gli spari non furono in numero maggiore ai tre che la versione ufficiale attribuisce a Oswald (di cui due con centro perfetto) esplosi in soli sei secondi. Il tutto tenuto conto che Oswald era ritenuto un tiratore mediocre e impugnante un'arma con un mirino telescopico non di serie, ma applicato in modo posticcio. Nell'intervista, l'agente afferma che prove balistiche condotte da tiratori scelti dell'esercito concordano con i sei secondi utili a esplodere i tre colpi e che con quel mirino telescopico - seppur non calibrato alla precisione - dalla distanza da cui sparò Oswald non fu difficile centrare il bersaglio. Nessun elemento, invece, per contraddire la versione di molti testimoni oculari di quella tragica mattinata, che affermarono di aver udito più spari e almeno uno dei quali in arrivo anteriormente all'automobile presidenziale (Oswald sparò alle spalle del corteo presidenziale), il che concorderebbe col fatto che Kennedy reclinò il capo posteriormente dopo l'ultimo colpo. Sicuramente, comunque, il terzo colpo fu effettivamente esploso da Oswald perché Hill non riuscì col proprio corpo a far da scudo a Kennedy, in quanto l'automobile presidenziale su cui s'apprestava a salire, accelerò improvvisamente, il che lo costrinse a una rincorsa a piedi.
- La cosiddetta Magic Bullet, ovvero il secondo colpo che centrò la cervicale di Kennedy per uscire dalla sua gola e proseguire verso l'addome e il polso del governatore del Texas, John Connally. L'agente ricorda che Connally sedeva esattamente davanti a Kennedy, ma non esattamente in asse rispetto al presidente, bensì spostato di lato. Premesso che il primo colpo di Oswald centrò la carrozzeria dell'automobile e il terzo fece letteralmente esplodere il cranio del presidente, la perizia balistica non dovrebbe aver difficoltà a evidenziare la traiettoria della pallottola del secondo colpo.
- I filmati dell'epoca mostrano la testa del presidente che si reclina violentemente all'indietro in quello che, per l'autopsia, sarebbe stato uno spasmo muscolare di dolore. Secondo i complottisti sarebbe difficile non pensare a uno sparo esploso anteriormente. Un colpo piazzato sul bersaglio dal davanti identifica la posizione ideale per chi volesse colpire, il fantomatico "secondo tiratore". Tanto più che - subito dopo le esplosioni - dalla staccionata posta di fronte alla limousine presidenziale si vide salire una nuvola di fumo e che la perizia medico - legale non accerta univocamente la modalità d'entrata e d'uscita della pallottola nella testa di Kennedy. Viceversa, Hill afferma che appena udito il terzo colpo, vide Kennedy protrarsi improvvisamente in avanti (in accordo col fatto che il colpo fu esploso da Oswald, posizionato alle spalle del corteo presidenziale) e poi rimbalzare all'indietro quando la limousine su cui egli cercava di salire accelerò improvvisamente, cosa che combacia perfettamente con la legge della fisica relativa alla variazione del moto uniformemente accelerato (dovuta all'improvvisa accelerazione della limousine per tentare di schivare i colpi) combinata alla legge di anatomia e fisiologia umane relative al rilassamento muscolare nucale (in seguito alla perdita di coscienza e - quindi - di tono muscolare) del presidente. Senza contare che dalla postazione del presunto secondo attentatore non furono trovati bossoli e tanto meno armi abbandonate.
- Anche i presunti deficit di sicurezza imputati alla CIA e all'FBI vengono smontati dall'agente. Prima della fatidica mattinata erano apparsi a Dallas volantini in cui Kennedy era dipinto come un traditore e gli enti di sicurezza erano in allerta per via di informazioni circa la volontà di estremisti del Ku Klux Klan di eliminare fisicamente il presidente. Quindi anche Kennedy era al corrente che circolavano informative circa possibili atti ostili contro la sua persona e il corteo presidenziale. Ma l'agente, che seguiva il presidente passo a passo, l'ha udito chiaramente richiedere una limousine scoperta nel caso il tempo atmosferico fosse volto al bello (la mattinata era uggiosa). Nessuno si poté opporre alla volontà del presidente di "... stare a diretto contatto con la gente..." e alla sua richiesta di smontare la capote antiproiettile dell'automobile. Non corrispondono, poi, al vero le notizie circa la scarsa e scadente sorveglianza lungo il percorso ove si snodava il corteo: fu Kennedy a imporre quel particolare tragitto, seppur a conoscenza del fatto che in una curva di 120° l'automobile su cui viaggiava avrebbe dovuto necessariamente rallentare la velocità. Tutti gli addetti alla sicurezza rispettarono scrupolosamente le procedure di sicurezza, a cominciare dall'autista che ha accelerato e si è divincolato dal corteo presidenziale appena è stato esploso il primo colpo. Lo stesso protagonista ha dovuto faticare parecchio per riportare la First Lady dentro l'abitacolo dell'automobile "... essendo ella montata sul cofano nel tentativo di recuperare parte della materia cerebrale del marito...". Falsa è pure la notizia secondo la quale l'edificio da cui provennero gli spari non venne ispezionato per oltre mezz'ora, tant'è che un agente di polizia irruppe nell'edificio incriminato e bloccò Oswald, ma lo rilasciò appena il direttore dell'ufficio riconobbe come proprio dipendente il sospettato. Inverosimile è pure la voce circa un fantomatico black out delle linee telefoniche tra Dallas e Washington.
- Infine, la figura di Oswald, disadattato e mentalmente instabile ex - marine, divenuto comunista e castrista dopo un triennio di vita nell'Unione Sovietica, era ben noto ai vertici della CIA e dell'FBI (e al suo potentissimo direttore, John Edgar Hoover), ma nessuno poteva prevedere che sarebbe giunto ad assassinare Kennedy. Il fucile con cui compì l'omicidio lo comprò per posta per 10 dollari come "residuato bellico" (era un fucile non automatico) utilizzando false generalità. Gli interrogatori di Oswald appena arrestato non erano stati verbalizzati unicamente perché era previsto un suo trasferimento in un carcere di massima sicurezza da lì a poco. Infine l'uccisione di Oswald da parte di Jack Ruby, prestanome per conto di cosa nostra statunitense ma anche informatore della CIA e dell'FBI: neppure essa ha alcunché di misterioso, nel senso che non serviva a celare dei misteri, come il rendere impossibile una confessione di Oswald su eventuali mandanti dell'omicidio. Oswald era stato arrestato due giorni prima che Ruby gli sparasse e, quindi, poteva aver avuto tutto il tempo di rendere pubblica confessione. Ruby fu condannato all'ergastolo per aver ucciso Oswald, rischiando anche la pena capitale. Peraltro Ruby era un convinto sostenitore di Kennedy e della sua politica d'integrazione razziale, essendo egli un profugo ebreo polacco.

### Il filmato di Zapruder
Abraham Zapruder, un sarto che si trovava sul posto al momento dell'attentato, girò un filmato in 8 mm della scena. Il procuratore distrettuale Jim Garrison lo volle utilizzare per perseguire Clay Shaw, uomo d'affari di New Orleans accusato da Garrison di aver tramato per attentare alla vita di JFK ma giudicato estraneo alla vicenda al termine di un celebre processo. Zapruder affermò di aver sentito due o tre colpi; successivamente, nella sua testimonianza davanti alla Commissione Warren, ribadì di non essere in grado di stabilire la fonte degli spari.
Tra il novembre del 1963 e il gennaio del 1964 l'FBI esaminò, per conto proprio prima e insieme con la commissione Warren poi, una copia del filmato. Si stabilì che la cinepresa impressionava 18,3 fotogrammi al secondo, la sparatoria incominciò circa al fotogramma 170, momento in cui Kennedy colpito si portò le mani alla gola e finì al fotogramma 313, momento in cui si vedono gli effetti del colpo alla testa: secondo tali osservazioni la sparatoria avvenne in circa 8 secondi. Questi tempi corrisponderebbero a quelli della sparatoria, registrati per caso dalla centrale di polizia di Dallas, per mezzo del microfono della moto dell'agente di polizia H. B. McLain. Il documento fu usato dalla commissione Warren, per completare il quadro probatorio a carico di Lee Harvey Oswald.
Randolph Robertson, radiologo al Cookeville Regional Medical Center, in uno studio del 2013, usando tecniche computerizzate, ha sincronizzato il filmato di Zapruder con la ripresa sonora dei colpi sparati nella Dealey Plaza. In base al documento, è possibile vedere quello che succede sia a John Kennedy sia al governatore Connally, i movimenti della testa di Jacqueline Kennedy, che si volta da sinistra a destra man mano che si sentono gli spari.
L'analisi dei fotogrammi è servita per stabilire con esattezza la tempistica dei colpi in base alle evidenti reazioni dei soggetti ripresi. Il primo colpo sparato, andato a vuoto, viene rilevato dal movimento del capo verso destra, sia di Connally che di Jacqueline Kennedy. La cinepresa impressionava 18,3 fotogrammi al secondo, la sparatoria iniziò circa al fotogramma 170, momento in cui Kennedy e altri si voltano a destra, prosegue con Kennedy che colpito dal secondo colpo si portò le mani alla gola, e finì al fotogramma 313, momento in cui si vedono gli effetti del colpo alla testa. Dato che 313-170=143, 143:18,3=7,8 dunque l'intera sparatoria avvenne in circa 8 secondi. Il primo colpo, andato a vuoto, tra i fotogrammi 160-170.

### Il numero dei proiettili

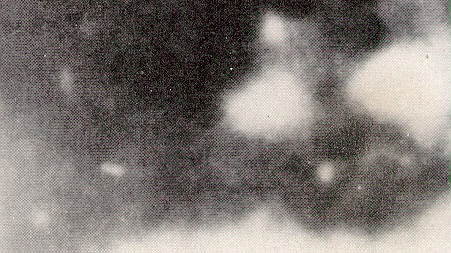
Il cosiddetto badgeman con il presunto lampo dello sparo.

Solitamente chi sostiene la cospirazione o la teoria del gruppo di fuoco afferma che non furono tre colpi (uno a vuoto) sparati dal deposito di libri, con il fucile di Oswald, a uccidere Kennedy e ferire Connally, ma sei-sette colpi, sparati da due o tre o addirittura quattro cecchini in circa 6 secondi; spesso le versioni sono contraddittorie. la versione della pista mafiosa indica Charles Nicoletti (o John Roselli) appostato al deposito di libri o nel vicino Dal Tex Building, con un fucile di precisione, forse con Oswald a supportarlo nel deposito con il suo Mannichler-Carcano, e James E. Files alla collinetta erbosa, dietro la staccionata con la pistola Remington XP Fireball a mirino telescopico, che avrebbero sparato con altri complici i seguenti colpi, pressappoco in questa sequenza: il 1°, poco udibile (forse colpo di avvertimento o segnale, sparato con una pistola, da un complice); 2° e 3° (alla schiena di Kennedy, dal deposito e alla schiena e alla spalla di Connally, sempre dal deposito, forse ferendo un passante di striscio rimbalzando sul manto stradale; Kennedy e Connally si voltano, poi si accorgono della ferita), il 4° (alla gola di Kennedy, dalla collinetta erbosa o da un edificio davanti; si vede Kennedy portarsi le mani al collo e Connally che si gira) il 5° e il 6° (al polso e poi alla coscia di Connally, dal deposito di libri, ma da un'altra finestra, e alla testa di Kennedy, colpo mortale, talvolta attribuito a Files, secondo la sua "confessione", talvolta al killer della mafia corsa Lucien Sarti; si vede la testa di Kennedy esplodere sul lato destro); a volte viene aggiunto un possibile 7° colpo (solo nella versione di Files; quasi contemporaneo al 5 e al 6°, alla testa o alla nuca di Kennedy, sparato dal deposito di libri da Nicoletti; si vede Kennedy spinto in avanti per una frazione di secondo, prima che l'effetto jet e il colpo contemporaneo provochino lo spostamento indietro e l'apertura della scatola cranica), per un totale dei tre-quattro rumori di sparo udibili e che sarebbero sovrapposti.. I sicari mafiosi avrebbero raccolto e fatto sparire i bossoli, lasciando solo quelli di Oswald con il suo fucile, poi sarebbero tornati subito a Chicago, mentre Oswald, ignaro che i complici lo avevano incastrato, andò a casa sua, prima di uscire nuovamente ed essere arrestato. Files affermò che Ruby era in Dealey Plaza; quindi si occupò di fare tacere Oswald, uccidendolo due giorni dopo nei sotterranei della stazione di polizia. Nella cosiddetta foto Moorman s'intravede una sagoma umana (per alcuni complottisti Files, per altri il cosiddetto "Badge Man") e un lampo vicino al muretto nei pressi della staccionata (secondo chi non crede a queste versioni alternative si tratterebbe solo di un effetto ottico di pareidolia).
Inoltre, studi successivi, incluso quello della United States National Academy of Sciences smentirono le conclusioni e l'accuratezza delle prove usate dalla HSCA per sostenere la teoria dei quattro spari. Tutti i documenti relativi alle indagini sarebbero dovuti restare secretati per settantacinque anni (fino al 2039), ma nel corso del tempo due nuove leggi, il Freedom of Information Act del 1966 e il JFK Records Act del 1992, hanno permesso di pubblicare parte della documentazione.

### La pista mafiosa

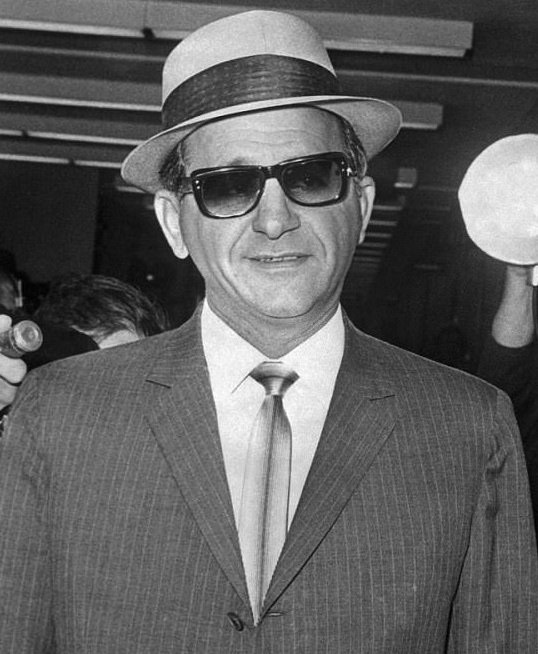
Sam Giancana

Un'altra teoria del complotto vede la presenza della mafia italo-americana come mandante o esecutrice: secondo questa teoria, Oswald a volte viene scagionato, a volte invece coinvolto come fiancheggiatore o come tiratore di supporto. Il mandante viene individuato nel boss mafioso di Chicago Sam Giancana o in Carlos Marcello di New Orleans e Santo Trafficante Jr., boss della mafia italo-ispanica della Florida gravitante attorno agli esuli cubani di Miami.
La motivazione addotta sarebbe una ritorsione contro le efficaci politiche antimafia e la "persecuzione" giudiziaria contro Jimmy Hoffa (il potente sindacalista legato agli uomini di Cosa Nostra) avviate da Robert Kennedy, il Ministro della giustizia ("Procuratore generale") nel governo del fratello John, considerate un tradimento dopo che il padre Joseph P. Kennedy si era assicurato i voti della mafia, grazie all'amicizia dei Kennedy con il cantante Frank Sinatra e il boss Giancana. Il complotto avrebbe avuto anche l'appoggio della CIA, il cui ex-direttore Allen Dulles, ancora potente, avrebbe avuto rancore, per essere stato silurato da Kennedy, dopo il fallimento dell'invasione di Cuba. Oswald sarebbe stato coinvolto in quanto squilibrato e fanatico castrista, per essere usato come capro espiatorio e messo subito a tacere da Ruby.
Nel 1964, la Commissione Warren non trovò alcuna prova che collegasse l'uccisione di Oswald da parte di Ruby a una più ampia cospirazione per assassinare il presidente Kennedy. La Commissione concluse che Lee Harvey Oswald era l'unica persona responsabile dell'assassinio del presidente, affermando: "Sulla base della sua valutazione, la Commissione ritiene che le prove non stabiliscano un legame significativo tra Ruby e la criminalità organizzata. Entrambi i funzionari statali e federali hanno indicato che Ruby non era implicato in attività della criminalità organizzata."
Tuttavia, nel 1979, la House Select Committee on Assassinations (HSCA) scrisse nel suo rapporto finale: "La Commissione ritiene, sulla base delle prove a sua disposizione, che la criminalità organizzata, come gruppo, non sia stata coinvolta nell'assassinio del presidente Kennedy, ma che le prove disponibili non precludono la possibilità che singoli membri possano essere stati coinvolti". Il rapporto della Commissione HSCA infatti portava a sostegno di tale conclusione le seguenti prove:
- Jimmy Hoffa, presidente della International Brotherhood of Teamsters (il potente sindacato degli autotrasportatori, infiltrato dalla mafia) aveva "il motivo, mezzi e opportunità per pianificare un tentativo di omicidio del presidente John F. Kennedy"; nel settembre 1962 Edward Partin, un dirigente dei Teamsters nella Louisiana diventato testimone in un processo contro Hoffa, informò le autorità di aver recentemente partecipato a una discussione con il presidente dei Teamsters in cui gli parlava della possibilità di assassinare il fratello del presidente, il ministro della Giustizia Robert Kennedy, perché lo stava perseguitando. Il direttore dell'FBI, Hoover, fece sottoporre Partin al "siero della verità" e le sue risposte si rivelarono veritiere;[135]
- Carlos Marcello, il boss della mafia di New Orleans, "aveva il motivo, mezzi e opportunità per fare assassinare il presidente Kennedy ma non è stato possibile stabilire prove dirette della sua complicità". Infatti lo zio di Oswald, Charles "Dutz" Murret, "una sorta di padre adottivo durante gli anni di Oswald a New Orleans", aveva legami con l'organizzazione di Marcello; "la Commissione ha sviluppato diverse prove credibili e testimonianze che indicano una possible associazione a New Orleans e altrove tra Lee Harvey Oswald e David W. Ferrie, un investigatore privato e persino un pilota per Marcello prima e durante il 1963. Dalle prove a disposizione della Commissione, la natura del legame Oswald-Ferrie è rimasta in gran parte un mistero. (...) Ferrie ha anche ammesso la sua associazione con Marcello e ha dichiarato di essere stato in contatto personale con il boss mafioso nell'autunno del 1963. Affermò che la mattina in cui venne ucciso il presidente Kennedy si trovava con Marcello in un'aula di tribunale di New Orleans. Nella sua testimonianza, Marcello ha riconosciuto che Ferrie ha lavorato per il suo avvocato, G. Wray Gill, sul suo caso ma ha negato che Ferrie abbia lavorato direttamente per lui o che la loro relazione fosse stretta."[135];
- Santo Trafficante jr., boss di Tampa (Florida), "come Marcello, aveva il movente, i mezzi e l'opportunità di assassinare il presidente Kennedy". La Commissione HSCA accertò "che Ruby incontrò Trafficante nel carcere di Trescornia a Cuba durante uno dei suoi viaggi a L'Avana nel 1959, ma la CIA, pur essendo al corrente di questi incontri nel 1964, non ne fece parola. Mentre la Commissione non è stata in grado di determinare lo scopo degli incontri, c'erano prove considerevoli che essi ebbero effettivamente luogo. Trafficante avrebbe detto ad un esponente degli esuli cubani, Josè Aleman, che il presidente Kennedy stava per essere assassinato."[135]

Nel suo libro autobiografico Mob Lawyer, scritto nel 1994 con il giornalista Selwyn Raab, l'avvocato Frank Ragano (storico difensore di Jimmy Hoffa e Santo Trafficante jr.) affermò che nel 1963 trasmise una richiesta di Hoffa a Trafficante e Marcello, chiedendo che il presidente Kennedy venisse ucciso e il giorno in cui avvenne l'omicidio brindò con Trafficante. Nel 1987 Trafficante gli rivelò in punto di morte che la mafia era coinvolta nell'assassinio del presidente e disse in italiano: "Non avremmo dovuto uccidere Giovanni", intendendo il presidente, "avremmo dovuto uccidere Bobby", riferendosi al fratello Robert Kennedy.
Nel suo libro di memorie Bound by Honor: A Mafioso's Story, Bill Bonanno, figlio del boss della mafia di New York Joseph Bonanno, ha rivelato che diverse famiglie mafiose avevano legami di lunga data con i cubani anti-castristi attraverso i casinò dell'Avana gestiti dalla mafia prima della rivoluzione cubana. Molti esuli cubani e capi mafiosi non amavano il presidente Kennedy, accusandolo della fallita invasione della Baia dei Porci, e il fratello, allora Procuratore generale degli Stati Uniti Robert F. Kennedy, che aveva condotto un attacco senza precedenti contro la criminalità organizzata; Bonanno riferì di aver percepito il coinvolgimento della mafia quando Jack Ruby uccise Oswald poiché sapeva che Ruby era un socio di Sam Giancana.
Il sicario mafioso James Files si autoaccusò nel 1994 del delitto, sostenendo la tesi di una cospirazione cui avrebbero partecipato lui, Charles Nicoletti, John Roselli, Jack Ruby e lo stesso Oswald; Files disse che avrebbe commesso materialmente il delitto con il complice Nicoletti: testimonianza invalidata perché risulta dai tabulati telefonici che Files era a Chicago il 22 novembre 1963 e non a Dallas. Questa teoria è screditata dalla mancanza di credibilità dello stesso Files, accertata dall'FBI. L'ex mafioso avrebbe raccontato una storia inventata per avere uno sconto di pena, essendo stato condannato a 30 anni per vari reati, compresa la sua collusione con la criminalità organizzata e il tentato omicidio di un agente federale.
Nel 1988 lo scrittore e sceneggiatore Stephen J. Rivele raccolse le confessioni del trafficante di droga còrso Christian David, che gli rivelò che nel 1963 la mafia italo-americana chiese aiuto per uccidere Kennedy al boss della mafia còrsa a Marsiglia, Antoine Guerini, che reclutò i tre killer Lucien Sarti, Sauveur Pironti e Roger Bocognani: da Marsiglia i tre sicari vennero condotti a Città del Messico, dove passarono un mese a preparare l'attentato; un corriere della mafia di Chicago li accompagnò al posto di confine di Brownsville, da dove entrarono in Texas con falsi passaporti italiani; a Dallas la mafia aveva affittato un alloggio per evitare che i tre fossero registrati in albergo e il giorno dell'attentato Pironti e Bocognani si appostarono in due caseggiati sul percorso di Kennedy mentre Sarti sulla collinetta di Grassy Knoll; compiuta la missione, i tre rimasero nascosti per dieci giorni negli Stati Uniti, poi tornarono a Marsiglia via Montréal, in Canada.
Nel 2004 il procuratore Charles Brandt pubblicò il libro-inchiesta I Heard You Paint Houses (da cui venne tratto il film "The Irishman", uscito nel 2019 e diretto da Martin Scorsese), che riportava le confessioni in punto di morte dell'ex sindacalista e gangster Frank Sheeran, braccio destro di Jimmy Hoffa e del boss mafioso Russell Bufalino: Sheeran affermava di aver conosciuto nel corso della sua "carriera" importanti boss mafiosi come Sam Giancana, Carlos Marcello e Trafficante e, nel corso di tali incontri, gli vennero presentati anche Jack Ruby (in veste di socio di Giancana) e David Ferrie (come pilota personale di Marcello); Sheeran raccontò che nel novembre 1963 venne incaricato da Bufalino di ritirare alcuni fucili a Brooklyn, che gli vennero consegnati da Anthony "Tony Pro" Provenzano (caporegime della Famiglia Genovese e dirigente dei Teamsters), per poi portarli a Baltimora, dove lo aspettavano David Ferrie e un altro mafioso dei Genovese. Sheeran sospettò che i fucili vennero utilizzati nell'omicidio del presidente Kennedy ma si guardò bene dal chiedere spiegazioni.

### Jim Garrison e il processo a Clay Shaw
Anche l'allora Procuratore distrettuale di New Orleans, Jim Garrison, rivolse la sua attenzione a Johnson e agli ambienti governativi. Le conclusioni della commissione investigativa federale, istituita dal presidente Johnson, contenute nella Warren Commission Report, sono state lungamente e fortemente contestate da Garrison, durante un processo che incriminava l'imprenditore Clay Shaw, membro di una S.p.A. denominata Permindex (una società fondata a Roma nel 1958, secondo alcuni collegata alla CIA e, in Europa, a uomini della loggia massonica P2), per l'omicidio del presidente Kennedy. Secondo Garrison, il complotto sarebbe nato da un circolo di omosessuali anticomunisti che Shaw, sotto lo pseudonimo di Clay Bertrand, avrebbe organizzato. Il nome del misterioso Bertrand ricorre in alcuni documenti della commissione Warren, avendo inoltre contattato telefonicamente Dean Andrews, avvocato di New Orleans, perché assumesse la difesa di Oswald (in seguito Andrews sostenne che Bertrand non era Shaw ma Eugene Davis). Shaw avrebbe avuto poi l'incarico di fare da collegamento, assieme all'ex agente FBI Guy Banister, detective privato ultraconservatore, in quanto agenti della CIA di livello elevato, tra ambienti militari e dell'FBI deviati, e l'organizzazione a livello locale in cui avrebbe coinvolto diversi frequentatori della sua cerchia; tra essi, David W. Ferrie (suo amico e anticastrista, nonché ex istruttore di Oswald nella Civil Air Patrol, cacciato per omosessualità con una recluta; in seguito morto per aneurisma cerebrale, o suicida), Jack Ruby (secondo Garrison anche lui segretamente gay e collegamento con la mafia) e lo stesso Oswald, che per Garrison era un agente dei servizi segreti militari di basso livello. Elementi militari di Washington avrebbero quindi fornito la manovalanza, tra sicari, agenti CIA e paramilitari cubani anticastristi.
Nei decenni che hanno seguito la tragedia sono state fatte molte ipotesi sull'omicidio di Kennedy: a causa della pressione di vari movimenti americani, il presidente Gerald Ford istituì la Commissione scelta della Camera dei deputati sui casi di assassinio (United States House Select Committee on Assassinations o HSCA), che reinterpretò i dati raccolti in chiave cospirativa, a causa di varie incongruenze del Rapporto Warren come la presunta impossibilità per Oswald di sparare tre colpi in otto secondi, con un fucile definito "da quattro soldi", o di colpire con un solo proiettile sia Kennedy sia Connally. Garrison cita anche alcune incogruenze che però non risultano dal rapporto Warren ma solo in altre ricostruzioni: il rinvenimento del fucile Carcano senza alcuna impronta e il rilevamento dell'impronta di Oswald sul fucile dopo quattro giorni, lo studio delle traiettorie dei colpi delle ferite di Kennedy e Connally comprese fra 15° e 25°, che non sono compatibili con gli angoli d'incidenza dei colpi dal 6º piano che è compreso fra 55° e 65°, l'impossibilità per Oswald di essere al 6º piano alle ore 12:30 essendo stato visto dal poliziotto Baker al 2º piano alle ore 12:32, la cosiddetta "pallottola magica" (secondo Garrison e altri complottisti la traiettoria era impossibile e il proiettile si sarebbe schiacciato incrociando le ossa del solo polso di Connally, come verificato in alcuni test forensi) il confronto dei bossoli trovati sull'auto di Tippit, che sarebbero (secondo Garrison) completamente diversi da quelli del revolver di Oswald.

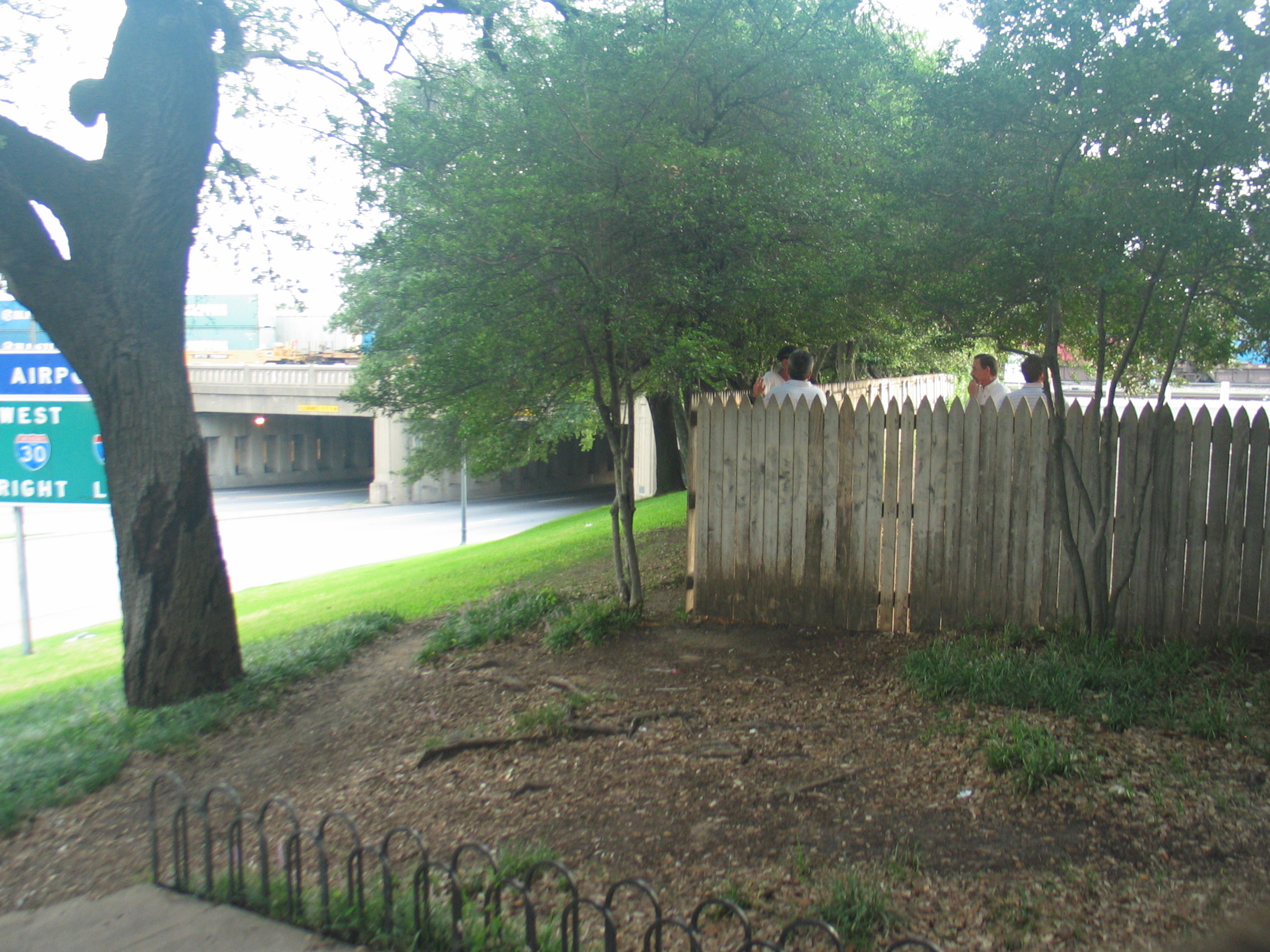
La collinetta erbosa (in inglese Grassy Knoll) in Dealey Plaza a Dallas da dove secondo i cospirazionisti sarebbe partito il colpo finale che uccise Kennedy.

Garrison sosteneva la presenza di tre coppie di cecchini paramilitari in Dealey Plaza (una nel deposito, una sulla collinetta erbosa da cui secondo lui sarebbe partito il colpo fatale, un'altra in un palazzo vicino), più diversi basisti e un telefonista, per un totale di 12 uomini (molti negli anni, seguendo questa ricostruzione, si sono autoaccusati o hanno accusato altri di essere uno dei cecchini ma nessuno ha mai fornito prove per queste affermazioni). Ha inoltre sostenuto che Oswald sarebbe stato coinvolto solo per essere usato come capro espiatorio mediante un'abile montatura (secondo Garrison i giornali australiani avevano già ricevuto la biografia di Oswald, indicato come killer, prima che questi fosse incriminato a Dallas), e quindi silenziato da Ruby; lesse inoltre come omicidi mascherati le morti sospette di alcuni testimoni tra cui quella dello stesso Ruby, deceduto di cancro in prigione, e quella di Ferrie.
Il procuratore Garrison rinviò a giudizio Shaw per il reato di cospirazione e omicidio, accusandolo di aver voluto eliminare Kennedy per conto della CIA che lo aveva da tempo reclutato e degli anticastristi delusi che frequentava abitualmente. Garrison sapeva che Shaw rischiava principalmente l'accusa di cospirazione, e la condanna a 10 anni, per cui cercò di accordarsi con lui (e anche con Ferrie prima della sua morte): se si fosse dichiarato colpevole e avesse collaborato la pena sarebbe stata notevolmente ridotta, ma solo se avesse testimoniato contro uno dei presunti sicari, l'unico che Garrison sarebbe riuscito a identificare pur non avendo prove, un certo Manuel García Gonzalez, esule cubano anticomunista residente a Miami.; Shaw rifiutò e si dichiarò innocente.
Durante il processo, che ebbe luogo nel gennaio-febbraio 1969, Garrison chiamò l'assicuratore Perry Russo come testimone principale. Russo testimoniò di aver partecipato a un party a casa dell'attivista anticastrista David Ferrie, cui parteciparono, tra gli altri, anche Lee Harvey Oswald - che la Commissione Warren indicò come l'esecutore e unico responsabile dell'omicidio - e quel Clay Bertrand, personaggio noto nella comunità gay, che Russo, in aula, riconobbe nell'imputato Clay Shaw. Russo riferì che in quell'occasione, i partecipanti al party discussero dell'idea di assassinare Kennedy.
Tuttavia, nelle carte relative al primo colloquio con Russo, sostenuto dal sostituto procuratore Andrew Sciambra, non si faceva alcun riferimento al suddetto party, e veniva inoltre riportato che Russo aveva incontrato Bertrand/Shaw in due occasioni, e nessuna delle due ebbe luogo a un party. La grave omissione di Sciambra nel riportare l'episodio del party venne abilmente sfruttata dagli avvocati di Shaw, che sollevarono la questione di attendibilità circa la testimonianza di Russo.
Un altro testimone, Charles Spiesel, indebolì ulteriormente la tesi accusatoria. Fu costretto ad ammettere di aver intentato causa nel 1964 contro uno psichiatra e la città di New York, poiché sostenne di essere stato ipnotizzato dalla polizia e da altri personaggi non meglio identificati. Riferì, inoltre, che prendeva regolarmente le impronte digitali ai suoi figli. Spiesel era stato convocato per testimoniare di aver partecipato a una riunione cui sarebbe stato presente anche Clay Shaw, presentatosi come Clay Bertrand. Anche le testimonianze di persone che si prostituivano in ambito gay le quali identificarono Shaw in Bertrand, furono considerate inattendibili.
Il 21 gennaio 1969 ebbe inizio il processo e il 1º marzo dello stesso anno, dopo meno di un'ora di camera di consiglio, la giuria all'unanimità assolse Shaw per non aver commesso il fatto.
Shaw tornò libero e nel 1971 decise di fare causa allo stesso Garrison, ma morì di tumore prima dell'inizio del processo. Alcuni ritennero che Shaw fu perseguitato ingiustamente; Diego Verdegiglio, autore di una monumentale opera sull'assassinio Kennedy (Ecco chi ha ucciso John Kennedy, che sostiene la colpevolezza del solo Oswald), sottolinea a suo dire la somiglianza fra il processo intentato da Garrison contro Clay Shaw ed il processo che si tenne contro Enzo Tortora in Italia: in entrambi i casi gli imputati furono accusati ingiustamente, vennero assolti, ma morirono di cancro qualche anno dopo; per molti ciò avvenne per la tendenza di Garrison a vedere complotti e a causa dei pregiudizi che il procuratore nutriva verso gli omosessuali, da lui definiti "invertiti", "anormali" e "depravati".
Clay Shaw fu l'unico giudicato in vita per il delitto Kennedy (Oswald fu giudicato colpevole solo post mortem) e fu dunque scagionato, anche se Garrison continuò nelle sue tesi cospirazioniste tentando di coinvolgere il Presidente Johnson e alcuni politici texani come mandanti "morali" dell'omicidio, per favorire il cosiddetto complesso militare-industriale favorevole alla guerra del Vietnam, sostenendo la partecipazione attiva di settori della CIA e dell'FBI (che sempre secondo il procuratore avrebbe cambiato il percorso del corteo e rimosso alcune precauzioni di sicurezza), della mafia e dei paramilitari anticastristi. L'omicidio, visto il presunto doppio gioco di Oswald, doveva inoltre essere attribuito ad un ordine di Fidel Castro e ai servizi segreti cubani, in modo che gli USA potessero invadere l'isola con questo casus belli, dopo aver rimosso Kennedy che si era opposto ad altre operazioni dopo il fallito sbarco alla Baia dei Porci e il disgelo con Nikita Chruščëv dopo la crisi dei missili di Cuba.
Negli anni successivi al processo, Garrison scrisse il libro Sulle tracce degli assassini, in cui sostenne che Clay Shaw era in realtà un agente della CIA, sebbene Shaw negasse vigorosamente questa ipotesi. La tesi e la storia di Garrison sono al centro del film di Oliver Stone JFK - Un caso ancora aperto (1991), in cui Garrison è presentato come un eroe che si batte contro il complotto.
Nel 1979 Richard Helms, già direttore della CIA, testimoniò sotto giuramento che Clay Shaw era stato per un periodo di tempo al servizio di una sezione della CIA, lavorando come informatore. Nel 1996 l'agenzia confermò che Shaw era stato reclutato come agente di quinto livello (Five Agency Clearance) nel 1949.; secondo Diego Verdegiglio e altri risulta che Shaw fosse in effetti, almeno in anni precedenti, un informatore della CIA per il Sudamerica, come altri imprenditori statunitensi che viaggiavano per lavoro forniva dei rapporti sulla situazione dei paesi che visitava, ma non aveva un incarico di tale importanza (come sostenuto da Garrison) da poter organizzare o essere al centro di un complotto per l'omicidio del Presidente, di cui si era inoltre dichiarato pubblicamente ammiratore (Shaw era anche registrato come elettore democratico).
Nello stesso anno, la United States House Select Committee on Assassinations affermò di essere "incline a credere che Oswald si trovasse a Clinton, in Louisiana, tra l'agosto e il settembre del 1963", e che testimoni avevano "stabilito una connessione di non specificata natura tra Ferrie, Shaw e Oswald meno di tre mesi prima dell'omicidio di Kennedy".
A partire dagli anni duemila, conferme a Garrison (morto nel 1992) sui collegamenti Permindex-CIA giungono attraverso il lavoro del ricercatore canadese Maurice Philipps, grazie all'accesso da lui ottenuto ai documenti privati consegnati come lascito testamentario da Louis Bloomfield, fondatore della Permindex, all'Archivio di Stato del Canada. Nonostante ciò, un collegamento diretto di Clay Shaw con il delitto Kennedy non è mai stato appurato.

### Il presunto coinvolgimento deithree tramps

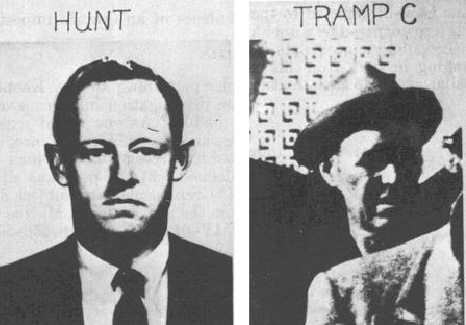
E. Howard Hunt e uno dei three tramps arrestati dopo l'assassinio del Presidente Kennedy.

The Dallas Morning News, il Dallas Times Herald, e il Fort Worth Star-Telegram fotografarono tre senzatetto scortati dalla polizia vicino al Texas School Book Depository poco dopo l'assassinio di Kennedy. Gli uomini più tardi divennero noti come i three tramps (i tre vagabondi). Secondo Vincent Bugliosi, affermazioni che questi uomini fossero coinvolti in una cospirazione ebbe origine dal teorizzatore Richard E. Sprague, che compilò le fotografie nel 1966 e nel 1967, e successivamente le girò a Jim Garrison durante la sua indagine su Clay Shaw.
Comparendo in una udienza pubblica il 31 dicembre 1968, l'episodio di The Tonight Show, Garrison mostrò una fotografia dei tre e suggerì che essi fossero stati coinvolti in un omicidio.. Più avanti, nel 1974, gli investigatori di omicidi Alan J. Weberman e Michael Canfield confrontarono le fotografie degli uomini a coloro che essi sospettavano fossero coinvolti in una cospirazione e dissero che due degli uomini erano gli scassinatori del Watergate, E. Howard Hunt e Frank Sturgis. Il comico e attivista dei diritti civili Dick Gregory contribuì a portare l'attenzione dei media nazionali sulle dichiarazioni contro Hunt e Sturgis nel 1975 dopo aver ottenuto il confronto fotografico da Weberman e Canfield. Subito dopo Gregory tenne una conferenza stampa che ricevette una considerevole attenzione e le sue accuse furono riportate sui periodici Rolling Stone e Newsweek.
La Commissione Rockefeller riferì nel 1975 che essi indagavano sulla dichiarazione che Hunt e Sturgis, su incarico della CIA, parteciparono all'assassinio di Kennedy. Il rapporto finale di quella commissione stabilì che testimoni che asserirono che i "derelitti" avevano una somiglianza a Hunt o Sturgis "non pareva avessero alcuna caratteristica nell'identificazione della fotografia oltre al fatto di essere quella di un qualunque uomo medio". Il loro rapporto stabilì anche che l'agente FBI, un "esperto riconosciuto a livello nazionale nella identificazione tramite foto e in analisi delle fotografie" insieme al laboratorio fotografico dello FBI, aveva concluso dal confronto delle fotografie che nessuna delle persone [della foto] era Hunt o Sturgis. Nel 1979 la Commissione HSCA riferì che antropologi forensi avevano già analizzato e confrontato le fotografie dei "vagabondi" con quelle di Hunt e Sturgis, come con quelle di Thomas Vallee, Daniel Carswell e Fred Lee Chrisman. Secondo il Comitato, solo Chrisman assomigliava a qualcuno dei vagabondi, ma appurò che egli il giorno dell'assassinio non era sulla Dealey Plaza.
Nel 1992 la giornalista Mary La Fontaine scoprì il 22 novembre 1963 registrazioni dell'arresto che il Dipartimento di Polizia di Dallas aveva rilasciato nel 1989, che citavano i tre uomini quali Gus W. Abrams, Harold Doyle e John F. Gedney. Secondo i rapporti sull'arresto i tre uomini "furono portati fuori da un box per auto sulla strada subito dopo che spararono al Presidente Kennedy", detenuti come "prigionieri per indagini", descritti come disoccupati che passavano per Dallas, quindi rilasciati quattro giorni dopo.
Con l'avvento di internet le varie fotografie dei tre vagabondi divennero di pubblico dominio, venne così accertato che uno dei tre, il più vecchio, era Chauncey Marvin Holt; un texano che aveva legami con la mafia e con la comunità dell'intelligence.
Lui stesso raccontò la vicenda in varie interviste e in un documentario dichiarando anche che era stato lui a preparare il documento falso che Lee Oswald aveva con sé al momento dell'arresto, e che aveva inoltre falsificato i pass del Secret Service utilizzati dagli attentatori e i loro complici; Holt non fu comunque in grado di produrre nessuna prova al riguardo.

### Presunti testimoni contro Johnson e confessioni postume
Il caso Kennedy suscita da sempre l'interesse dei cospirazionisti, dando vita a numerose teorie del complotto. Everett Howard Hunt indicò prima di morire il responsabile politico in Lyndon B. Johnson, così pure Madeleine Duncan Brown indica Johnson come mandante politico. Entrambi hanno rilasciato interviste, che combaciano su molti punti.

### Presunto ruolo di J.D. Tippit
Secondo documenti desecretati nel 2017, tra i sospetti dell'FBI, oltre a Oswald, vi fu lo stesso poliziotto texano da questi assassinato poco dopo, J.D. Tippit, di idee molto conservatrici. Un informatore dei federali, H. Theodore Lee, aveva sentito dire da alcuni frequentanti un'associazione pro-Cuba che Tippit avrebbe sparato il colpo mortale, e che lui, Oswald e Ruby (l'omicida dello stesso Oswald), si sarebbero incontrati la settimana prima dell'omicidio.

### Coinvolgimento di Charles Harrelson
Il killer Charles Harrelson (padre dell'attore Woody) in prigione confessò di essere stato coinvolto nell'omicidio. Del suo coinvolgimento si parlò in un episodio di The Men Who Killed Kennedy.

## Nella cultura di massa

### Cinema
- The Trial of Lee Harvey Oswald (1964), regia di Larry Buchanan, film ucronico che immagina il processo a Oswald se non fosse stato assassinato.
- Since (1966) di Andy Warhol ricrea il momento dell'omicidio da prospettive diverse utilizzando come attori i membri della Factory. Since è quasi totalmente improvvisato e si sofferma sull'impatto mediatico dell'omicidio.
- Ciao America! (1968) regia di Brian De Palma. Black comedy in cui uno dei protagonisti, interpretato da Gerrit Graham, è ossessionato dall'omicidio di Kennedy, e, fermamente convinto di un complotto, menziona discrepanze logiche con quanto riportato dalla Commissione Warren.
- Il prezzo del potere (1969), film di Tonino Valerii, che interpreta l'omicidio di Kennedy in chiave western, è il primo film ispirato al caso a parlare esplicitamente di una teoria del complotto.
- Azione esecutiva, regia di David Miller (1973), primo film hollywoodiano a rappresentare l'omicidio di Kennedy come frutto di una cospirazione.
- I... come Icaro (1979) del regista francese Henri Verneuil, storia ambientata in un paese fittizio e con personaggi di finzione ma i cui eventi fanno apertamente riferimento all'omicidio di Kennedy.
- JFK - Un caso ancora aperto, regia di Oliver Stone (1991), basato parzialmente sul libro Sulle tracce degli assassini di Jim Garrison che indagò su una cospirazione per uccidere Kennedy in contrasto con la versione ufficiale delle indagini sull'omicidio riportata nella Commissione Warren.
- Non aprite quella porta IV, regia di Kim Henkel (1995), una teoria alternativa dell'omicidio di Kennedy viene menzionata nel film.
- Parkland (2013), regia di Peter Landesman, docudramma che ricostruisce le vicende di alcune persone coinvolte con l'omicidio tra il 22 e il 25 novembre compreso l'autista del presidente, lo staff del Parkland Memorial Hospital, i servizi segreti, membri dell'FBI, Abraham Zapruder e la famiglia di Lee Harvey Oswald.
- Jackie (2016) regia di Pablo Larraín, ricostruisce le conseguenze dell'omicidio dal punto di vista di Jacqueline Kennedy (interpretata da Natalie Portman).
- The Irishman, regia di Martin Scorsese (2019)
- The Bystander Theory (2013), una donna scopre che sua nonna era la "Lady Babushka" del film Zapruder e scopre il video da lei fatto dell'omicidio il quale mostra la presenza di un secondo cecchino sulla collinetta erbosa. La mancata rivelazione del suo video viene spiegata dal suo successivo omicidio da parte del marito che ne ha nascosto il corpo e la pellicola sospettandone un tradimento.
- The Umbrella Man (2016), ambientato nel 1983. Un padre in lutto per la tragica morte del figlio in un incidente di caccia diviene ossessionato dall'omicidio di Kennedy e sviluppa una teoria per cui Louie Witt, l'"uomo con l'ombrello" del film Zapruder, sarebbe il secondo cecchino.
- JFK Revisited: Through the Looking Glass (2021) documentario di Oliver Stone sul caso che presenta prove e documenti inediti emersi successivamente al suo film del 1991 JFK - Un caso ancora aperto.

### Narrativa
- Libra, romanzo scritto da Don DeLillo nel 1988, che fornisce una ricostruzione fittizia degli eventi che portarono all'assassinio del Presidente John Fitzgerald Kennedy, centrata sulla figura dell'assassino Lee Harvey Oswald.
- American Tabloid, romanzo di James Ellroy, spaccato dell'America degli anni sessanta in cui si muovono tre personaggi in bilico tra crimine e giustizia, ideali e tornaconto personale, in un viaggio allucinante che culmina con l'omicidio di John F. Kennedy.
- 22/11/'63, romanzo di Stephen King, da cui è stata anche tratta una serie tv intitolata 11.22.63, andata in onda su Hulu dal 2016 con James Franco.
- In Billy Bat manga di Naoki Urasawa alcuni eventi della trama sono strettamente legati agli avvenimenti dell'assassinio di Kennedy ed in particolare alla figura di Lee Harvey Oswald personaggio chiave all'interno del racconto.

### Televisione
- The Trial of Lee Harvey Oswald (1977), film televisivo che parte dalle premesse dell'omonimo film del 1964.
- Ruby and Oswald (1978) film televisivo che ricostruisce la versione ufficiale della Commissione Warren e le azioni di Oswald e Ruby nei giorni successivi all'omicidio.
- The Men Who Killed Kennedy (1988) Serie televisiva documentaria della BBC che sosteneva l'ipotesi che a uccidere Kennedy fossero stati il narcotrafficante Lucien Sarti, Roger Bocagnani e Sauveur Pironti (questi ultimi due all'epoca viventi). Suscitò controversie inoltre per la suggerita implicazione di Lyndon B. Johnson nella morte del suo predecessore alla presidenza.
- X-Files - Serie televisiva (1993). Nell'episodio 7 della quarta stagione intitolato "I segreti del fumatore" viene raccontato come l'Uomo che fuma (principale antagonista della serie) sia stato in realtà il vero assassino di JFK, portando avanti la teoria del complotto e che Lee Harvey Oswald sia in realtà un capro espiatorio.
- Killing Kennedy (2013), film TV di Nelson McCormick tratto dal libro di Bill O'Reilly e Martin Dugard Killing Kennedy: The End of Camelot, ricostruzione degli ultimi giorni di vita di Kennedy e della vita di Lee Harvey Oswald negli anni precedenti l'assassinio.
- 22.11.63 (2016), miniserie televisiva in cui un insegnante viaggia indietro nel tempo per impedire l'assassinio di Kennedy, tratta dal romanzo di fantascienza omonimo scritto da Stephen King.
- The Umbrella Academy - Serie televisiva (2019). Nella seconda stagione, l'omicidio di Kennedy è al centro della trama di vari episodi. La serie costruisce l'arco narrativo della seconda stagione sulla presenza a Dallas dei membri dell'Academy il giorno dell'assassinio.

### Musica
- Una rappresentazione grafica dell'omicidio è presente nel testo di Bullet dei Misfits rilasciata come singolo nel 1978.
- Lou Reed racconta l'attentato del 22 novembre 1963 nel suo brano The Day John Kennedy Died, dall'album del 1982 The Blue Mask.
- Nel video del brano The Ballad of Peter Pumpkinhead, pubblicato nel 1992 dalla band inglese XTC, sono presenti evidenti richiami all'assassinio di Kennedy, mescolati a scene relative alla crocifissione di Cristo.
- L’assassinio di Kennedy viene citato dai Guns N' Roses nel brano Civil War del 1993.
- Nel video del brano Coma White di Marilyn Manson viene ricreato l'assassinio di Kennedy, paragonandolo alla crocifissione di Cristo.
- Lana Del Rey ricrea l'assassinio di Kennedy nel video musicale della canzone National Anthem, realizzato con la partecipazione di ASAP Rocky.
- L'assassinio di Kennedy viene raccontato da Bob Dylan nel brano Murder Most Foul del 2020.[175][176]

### Videogiochi
- JFK Reloaded, videogioco

### Fumetti
- Nel fumetto Tex c'è una storia, Intrigo a Santa Fe, uscita nel 1993 e in cui si racconta di un piano per uccidere il presidente degli Stati Uniti (all'epoca Ulysses Grant) con modalità del tutto simili a quelle dell'attentato a Kennedy.